# Estátua da Liberdade
Estátua da Liberdade (Liberdade Iluminando o Mundo; em francês: La Liberté éclairant le monde) é uma escultura neoclássica colossal na Ilha da Liberdade, no porto de Nova York, na cidade de Nova York, Estados Unidos. A estátua revestida de cobre, um presente do povo francês ao povo americano, foi projetada pelo escultor francês Frédéric Auguste Bartholdi e sua estrutura de metal foi construída por Gustave Eiffel. A estátua foi inaugurada em 28 de outubro de 1886. A estátua foi administrada pelo United States Lighthouse Board até 1901 e depois pelo Departamento de Guerra; desde 1933, é mantida pelo National Park Service como parte do Monumento Nacional da Estátua da Liberdade e é uma grande atração turística. Um número limitado de visitantes pode acessar a borda do pedestal e o interior da coroa da estátua; o acesso público à tocha está proibido desde 1916.
É uma figura de uma mulher vestida de forma clássica, provavelmente inspirada na deusa romana da liberdade, Libertas. Em uma pose de contrapposto, ela segura uma tocha acima da cabeça com a mão direita e na mão esquerda carrega uma tabula ansata com a inscrição JULY IV MDCCLXXVI (4 de julho de 1776, em algarismos romanos), a data da Declaração de Independência dos EUA. Com o pé esquerdo ela pisa em uma corrente e grilhão quebrados, comemorando a abolição nacional da escravidão nos Estados Unidos após a Guerra Civil Americana. Após sua inauguração, a estátua se tornou um ícone da liberdade e do país, sendo vista posteriormente como um símbolo de boas-vindas aos imigrantes que chegavam pelo mar.
A ideia da estátua foi concebida em 1865, quando o historiador e abolicionista francês Édouard de Laboulaye propôs um monumento para comemorar o próximo centenário da independência dos EUA (1876), a perseverança da democracia americana e a libertação dos escravos da nação. A Guerra Franco-Prussiana atrasou o progresso até 1875, quando Laboulaye propôs que o povo da França financiasse a estátua e os Estados Unidos fornecessem o local e construíssem o pedestal. Bartholdi concluiu a cabeça e o braço que segurava a tocha antes que a estátua fosse totalmente projetada e essas peças foram exibidas para publicidade em exposições internacionais.
O braço portando a tocha foi exibido na Exposição do Centenário na Filadélfia em 1876, e no Madison Square Park em Manhattan de 1876 a 1882. A arrecadação de fundos foi difícil, especialmente para os americanos, e em 1885 a obra no pedestal foi ameaçada pela falta de fundos. O editor Joseph Pulitzer, do New York World, iniciou uma campanha de arrecadação de doações para concluir o projeto e atraiu mais de 120 mil contribuintes, a maioria dos quais doou menos de um dólar (o equivalente a 34 dólares em valores de 2023). A estátua foi construída na França, enviada para o exterior em caixas e montada no pedestal concluído no que então era chamado de Ilha de Bedloe. A conclusão da estátua foi marcada pelo primeiro desfile de fitas de papel de Nova York e uma cerimônia de dedicação presidida pelo presidente Grover Cleveland.

## História

### Origem

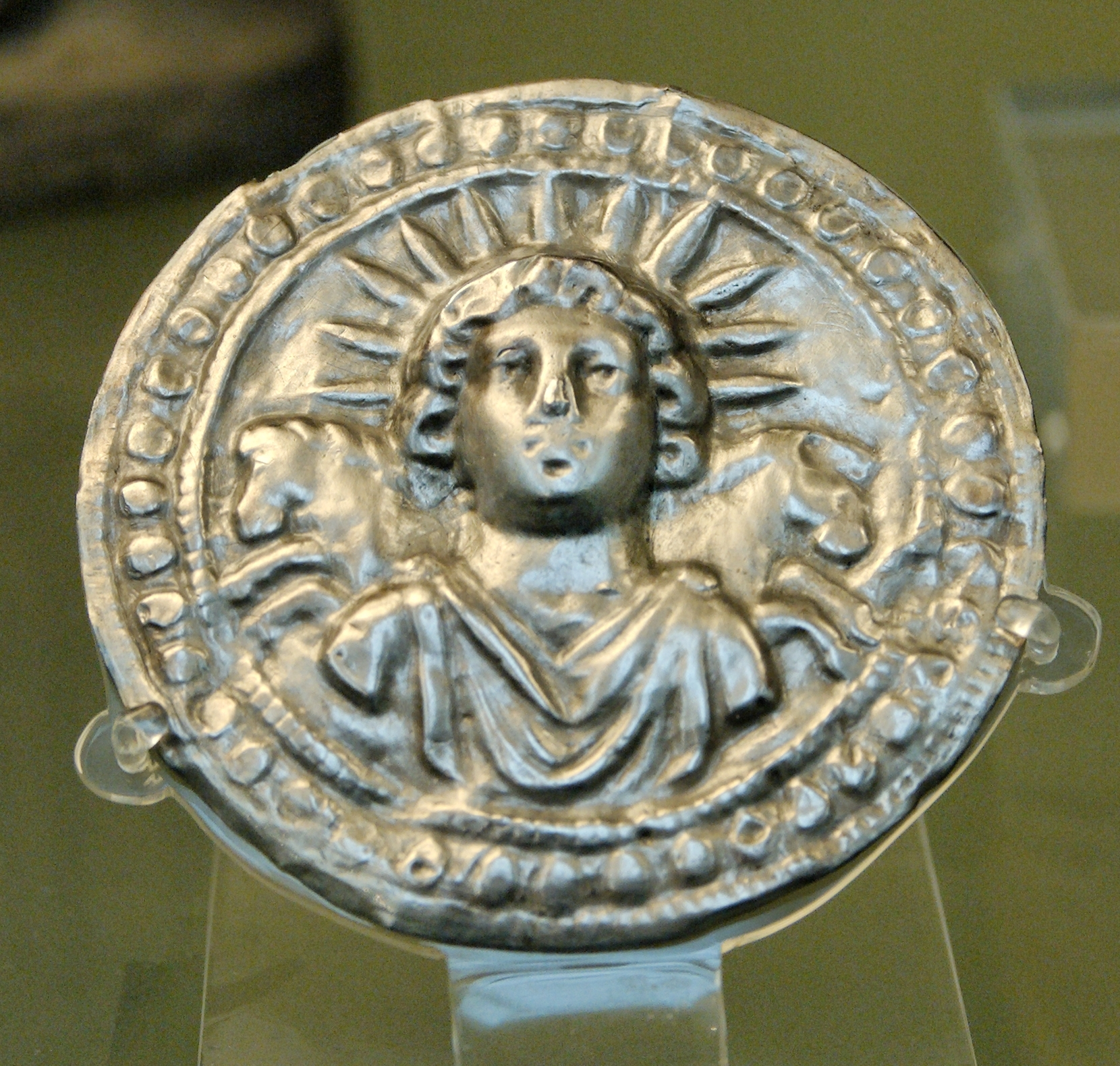
Disco de folhas dedicado a Sol Invictus, Deus Sol do final do Império Romano que, juntamente com Libertas, a deusa romana e personificação da Liberdade, influenciou o design da Estátua da Liberdade.

De acordo com o Serviço de Parques Nacionais, a ideia de um monumento presenteado pelo povo francês aos Estados Unidos foi proposta pela primeira vez por Édouard René de Laboulaye, presidente da Sociedade Francesa Antiescravidão e um proeminente e importante pensador político de sua época. O projeto remonta a uma conversa ocorrida em meados de 1865 entre Laboulaye, um abolicionista convicto, e Frédéric Auguste Bartholdi, um escultor. Numa conversa após o jantar em sua casa perto de Versalhes, Laboulaye, um fervoroso defensor da União na Guerra Civil Americana, teria dito: "Se um monumento fosse erguido nos Estados Unidos, como um memorial à sua independência, eu pensaria que seria natural que fosse construído por um esforço conjunto — um trabalho comum de ambas as nossas nações." O Serviço Nacional de Parques, em um relatório de 2000, no entanto, considerou isso uma lenda rastreada até um panfleto de arrecadação de fundos de 1885 e que a estátua foi provavelmente concebida em 1870. Em outro ensaio em seu site, o Serviço de Parques sugeriu que Laboulaye estava disposto a honrar a vitória da União e suas consequências: "Com a abolição da escravidão e a vitória da União na Guerra Civil em 1865, os desejos de liberdade e democracia de Laboulaye estavam se tornando realidade nos Estados Unidos. Para honrar essas conquistas, Laboulaye propôs que um presente fosse construído para os Estados Unidos em nome da França. Laboulaye esperava que, ao chamar a atenção para as conquistas recentes dos Estados Unidos, o povo francês fosse inspirado a clamar por sua própria democracia diante de uma monarquia repressiva."
Segundo o escultor Bartholdi, que mais tarde contou a história, o suposto comentário de Laboulaye não foi pensado como uma proposta, mas inspirou Bartholdi. Dada a natureza repressiva do regime de Napoleão III, Bartholdi não tomou nenhuma ação imediata sobre a ideia, exceto discuti-la com Laboulaye. De qualquer forma, Bartholdi estava ocupado com outros possíveis projetos. Em 1856, ele viajou para o Egito para estudar obras antigas. No final da década de 1860, ele abordou Ismail Paxá, quediva do Egito, com um plano para construir o Progresso ou Egito Levando a Luz para a Ásia, um enorme farol na forma de uma antiga felá (ou camponesa) egípcia, vestida e segurando uma tocha no alto, na entrada norte do Canal de Suez na cidade de Porto Saíde. Esboços e modelos foram feitos da obra proposta, embora ela nunca tenha sido erguida. Houve um precedente clássico para a proposta de Suez, o Colosso de Rodes: uma antiga estátua de bronze do deus grego do sol, Hélios. Acredita-se que esta estátua tinha mais de 30 metros de altura e também ficava na entrada do porto e carregava uma luz para guiar os navios. Tanto o quediva como Ferdinand de Lesseps, o promotor do Canal do Suez, recusaram a estátua proposta por Bartholdi, alegando o alto custo.
Ao retornar do Egito, Bartholdi visitou uma escultura de Giovanni Battista Crespi de 23 metros de altura, em cobre repuxado, cobrindo uma armadura de ferro no Lago Maior, na Itália, e estava familiarizado com a construção semelhante do monumento de Vercingétorix, de Aimé Millet; a restauração da estátua de Millet um século depois chamou a atenção internacional para o péssimo estado da Estátua da Liberdade. O cobre foi escolhido em vez do bronze ou da pedra devido ao seu menor custo, peso e facilidade de transporte.
Qualquer grande projeto foi adiado ainda mais pela Guerra Franco-Prussiana, na qual Bartholdi serviu como major. Na guerra, Napoleão III foi capturado e deposto. A província natal de Bartholdi, a Alsácia, foi perdida para os prussianos, e uma república mais liberal foi instalada na França. Como Bartholdi estava planejando uma viagem aos Estados Unidos, ele e Laboulaye decidiram que era o momento certo para discutir a ideia com americanos influentes. Em junho de 1871, Bartholdi cruzou o Atlântico, com cartas de apresentação assinadas por Laboulaye.
Ao chegar ao porto de Nova York, Bartholdi se concentrou na Ilha de Bedloe (hoje chamada de Ilha da Liberdade) como local para a estátua, impressionado pelo fato de que os navios que chegavam a Nova York tinham que passar por lá. Ele ficou encantado ao saber que a ilha era de propriedade do governo dos Estados Unidos — ela havia sido cedida pela Assembleia Legislativa do Estado de Nova York em 1800 para defesa do porto. Foi assim, como ele disse em uma carta a Laboulaye: "terra comum a todos os estados". Além de conhecer muitos nova-iorquinos influentes, Bartholdi visitou o presidente Ulysses S. Grant, que lhe garantiu que não seria difícil obter o local para a estátua. Bartholdi cruzou os Estados Unidos duas vezes de trem e conheceu muitos americanos que ele achava que simpatizariam com o projeto. Mas ele continuou preocupado com o fato de a opinião popular de ambos os lados do Atlântico não apoiar suficientemente a proposta e ele e Laboulaye decidiram esperar antes de lançarem uma campanha pública.

Ao retornar do Egito, Bartholdi visitou uma escultura de Giovanni Battista Crespi de 23 metros de altura, em cobre repuxado, cobrindo uma armadura de ferro no Lago Maior, na Itália, e estava familiarizado com a construção semelhante do monumento de Vercingétorix, de Aimé Millet; a restauração da estátua de Millet um século depois chamou a atenção internacional para o péssimo estado da Estátua da Liberdade. O cobre foi escolhido em vez do bronze ou da pedra devido ao seu menor custo, peso e facilidade de transporte.
Qualquer grande projeto foi adiado ainda mais pela Guerra Franco-Prussiana, na qual Bartholdi serviu como major. Na guerra, Napoleão III foi capturado e deposto. A província natal de Bartholdi, a Alsácia, foi perdida para os prussianos, e uma república mais liberal foi instalada na França. Como Bartholdi estava planejando uma viagem aos Estados Unidos, ele e Laboulaye decidiram que era o momento certo para discutir a ideia com americanos influentes. Em junho de 1871, Bartholdi cruzou o Atlântico, com cartas de apresentação assinadas por Laboulaye.
Ao chegar ao porto de Nova York, Bartholdi se concentrou na Ilha de Bedloe (hoje chamada de Ilha da Liberdade) como local para a estátua, impressionado pelo fato de que os navios que chegavam a Nova York tinham que passar por lá. Ele ficou encantado ao saber que a ilha era de propriedade do governo dos Estados Unidos — ela havia sido cedida pela Assembleia Legislativa do Estado de Nova York em 1800 para defesa do porto. Foi assim, como ele disse em uma carta a Laboulaye: "terra comum a todos os estados". Além de conhecer muitos nova-iorquinos influentes, Bartholdi visitou o presidente Ulysses S. Grant, que lhe garantiu que não seria difícil obter o local para a estátua. Bartholdi cruzou os Estados Unidos duas vezes de trem e conheceu muitos americanos que ele achava que simpatizariam com o projeto. Mas ele continuou preocupado com o fato de a opinião popular de ambos os lados do Atlântico não apoiar suficientemente a proposta e ele e Laboulaye decidiram esperar antes de lançarem uma campanha pública.

Escultura de Bartholdi de 1880, Leão de Belfort

Bartholdi fez um primeiro modelo de seu conceito em 1870. O filho de um amigo de Bartholdi, o artista John LaFarge, afirmou mais tarde que Bartholdi fez os primeiros esboços da estátua durante sua visita ao estúdio de La Farge em Rhode Island. Bartholdi continuou a desenvolver o conceito após seu retorno à França. Ele também trabalhou em uma série de esculturas projetadas para reforçar o patriotismo francês após a derrota para os prussianos. Um deles foi o Leão de Belfort, uma escultura monumental esculpida em arenito abaixo da fortaleza de Belfort, que durante a guerra resistiu ao cerco prussiano por mais de três meses. O leão desafiador, 22 metros de comprimento e metade dessa altura, exibe uma qualidade emocional característica do romantismo, que Bartholdi mais tarde levaria para a Estátua da Liberdade.

### Design, estilo e simbolismo

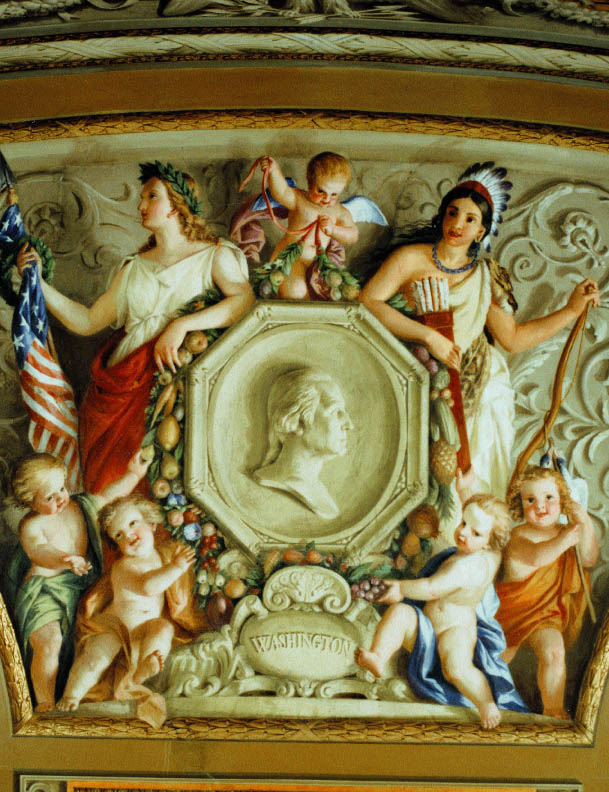
Detalhe de um afresco de 1855–56 de Constantino Brumidi no Capitólio em Washington, DC, mostrando dois símbolos antigos da América: Colômbia (à esquerda) e a princesa indiana

Bartholdi e Laboulaye consideraram a melhor forma de expressar a ideia de liberdade americana. No início da história americana, duas figuras femininas eram frequentemente usadas como símbolos culturais da nação. Um desses símbolos, a Colúmbia personificada, era vista como uma personificação dos Estados Unidos, da mesma forma que a Britânia era identificada com o Reino Unido e Marianne com a França. A Colúmbia havia suplantado a tradicional personificação europeia das Américas como uma "princesa índia", que passou a ser considerada incivilizada e depreciativa para os americanos. O outro ícone feminino significativo na cultura americana era uma representação da Liberdade, derivada de Libertas, a deusa da liberdade amplamente adorada na Roma antiga, especialmente entre os escravos emancipados. Uma figura da Liberdade adornava a maioria das moedas americanas da época e representações da Liberdade apareceram na arte popular e cívica, incluindo a Estátua da Liberdade de Thomas Crawford (1863) no topo da cúpula do Capitólio dos Estados Unidos.
O design da estátua evoca a iconografia evidente na história antiga, incluindo a deusa egípcia Ísis, a antiga divindade grega de mesmo nome, a Colúmbia romana e a iconografia cristã da Virgem Maria.

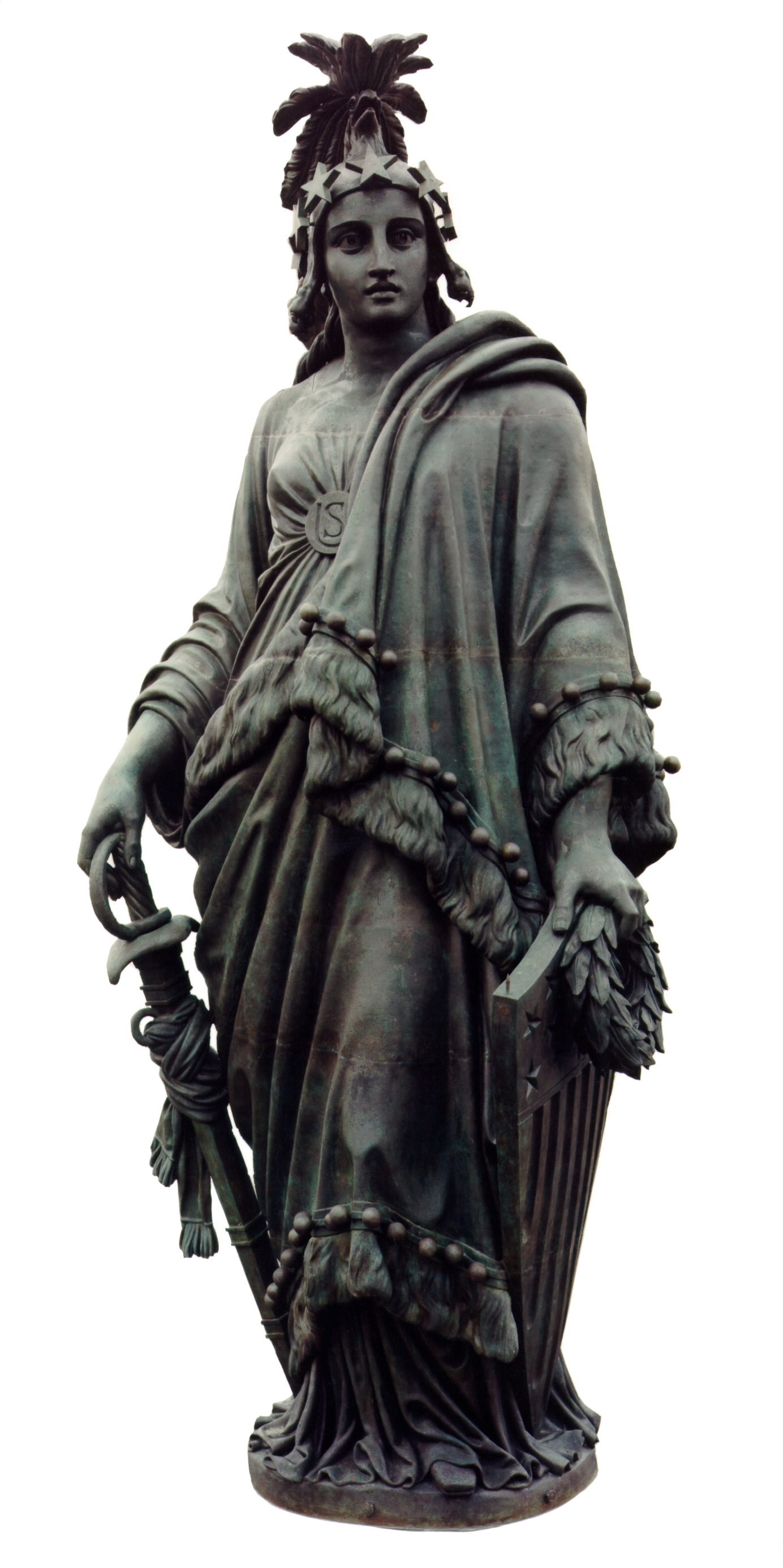
A Estátua da Liberdade de Thomas Crawford (1854–1857) no topo da cúpula do edifício do Capitólio em Washington, DC

Artistas dos séculos XVIII e XIX que se esforçavam para evocar ideais republicanos usavam comumente representações de Libertas como um símbolo alegórico Uma figura da Liberdade também foi retratada no Grande Selo da França. No entanto, Bartholdi e Laboulaye evitaram uma imagem de liberdade revolucionária como aquela retratada na famosa obra de Eugène Delacroix, A Liberdade Guiando o Povo (1830). Nesta pintura, que comemora a Revolução de Julho na França, uma Liberdade seminua lidera uma multidão armada sobre os corpos dos caídos. Laboulaye não tinha simpatia pela revolução, e por isso a figura de Bartholdi estaria completamente vestida com vestes esvoaçantes. Em vez da impressão de violência na obra de Delacroix, Bartholdi desejou dar à estátua uma aparência pacífica e escolheu uma tocha, representando o progresso, para a figura segurar. O segundo dedo em ambos os pés é mais longo que o dedão, uma condição conhecida como pé greg". Este era um elemento estético básico da arte grega antiga e reflete as influências clássicas na estátua.
A estátua de Crawford foi projetada no início da década de 1850. Originalmente, ele deveria ser coroada com um píleo ou "barrete da liberdade", o barrete dado aos escravos emancipados na Roma Antiga. O Secretário de Guerra Jefferson Davis, um sulista que mais tarde serviria como Presidente dos Estados Confederados da América, estava preocupado que o píleo fosse considerado um símbolo abolicionista. Ele ordenou que fosse trocado por um capacete. A figura de Delacroix usa um píleo e Bartholdi inicialmente considerou colocar um em sua figura também. Em vez disso, ele usou um halo no topo de sua cabeça. Ao fazê-lo, ele evitou uma referência a Marianne, que invariavelmente usa um píleo. Muitos acreditavam que eles evocavam o Sol, os sete mares e os sete continentes, e representavam outro meio, além da tocha, pelo qual a Liberdade ilumina o mundo,  mas não há evidências disto.
Os primeiros modelos de Bartholdi eram todos semelhantes em conceito: uma figura feminina em estilo neoclássico representando a liberdade, vestindo uma estola e uma pella (vestido e capa, comuns em representações de deusas romanas) e segurando uma tocha no alto. De acordo com relatos populares, o rosto foi modelado a partir do de Augusta Charlotte Beysser Bartholdi, a mãe do escultor, mas Regis Huber, o curador do Museu Bartholdi, declarou que isso, assim como outras especulações semelhantes, não têm base em fatos. Ele projetou a figura com um rosto austero e uma silhueta forte e descomplicada, que seria bem destacada por sua localização dramática no porto e permitiria que os passageiros dos navios que entrassem na Baía de Nova York experimentassem uma perspectiva mutável da estátua à medida que avançavam em direção a Manhattan. Ele deu-lhe contornos clássicos ousados e aplicou uma modelagem simplificada, refletindo a enorme escala do projeto e seu propósito solene. Bartholdi escreveu sobre sua técnica:
As superfícies devem ser amplas e simples, definidas por um design arrojado e claro, acentuado nos locais importantes. Deve-se temer a ampliação dos detalhes ou sua multiplicidade. Ao exagerar as formas, a fim de torná-las mais claramente visíveis, ou ao enriquecê-las com detalhes, destruiríamos a proporção do trabalho. Por fim, o modelo, assim como o design, deve ter um caráter resumido, como o que seria dado a um esboço rápido. Só é necessário que esse caráter seja o produto da vontade e do estudo, e que o artista, concentrando seu conhecimento, encontre a forma e a linha em sua maior simplicidade.

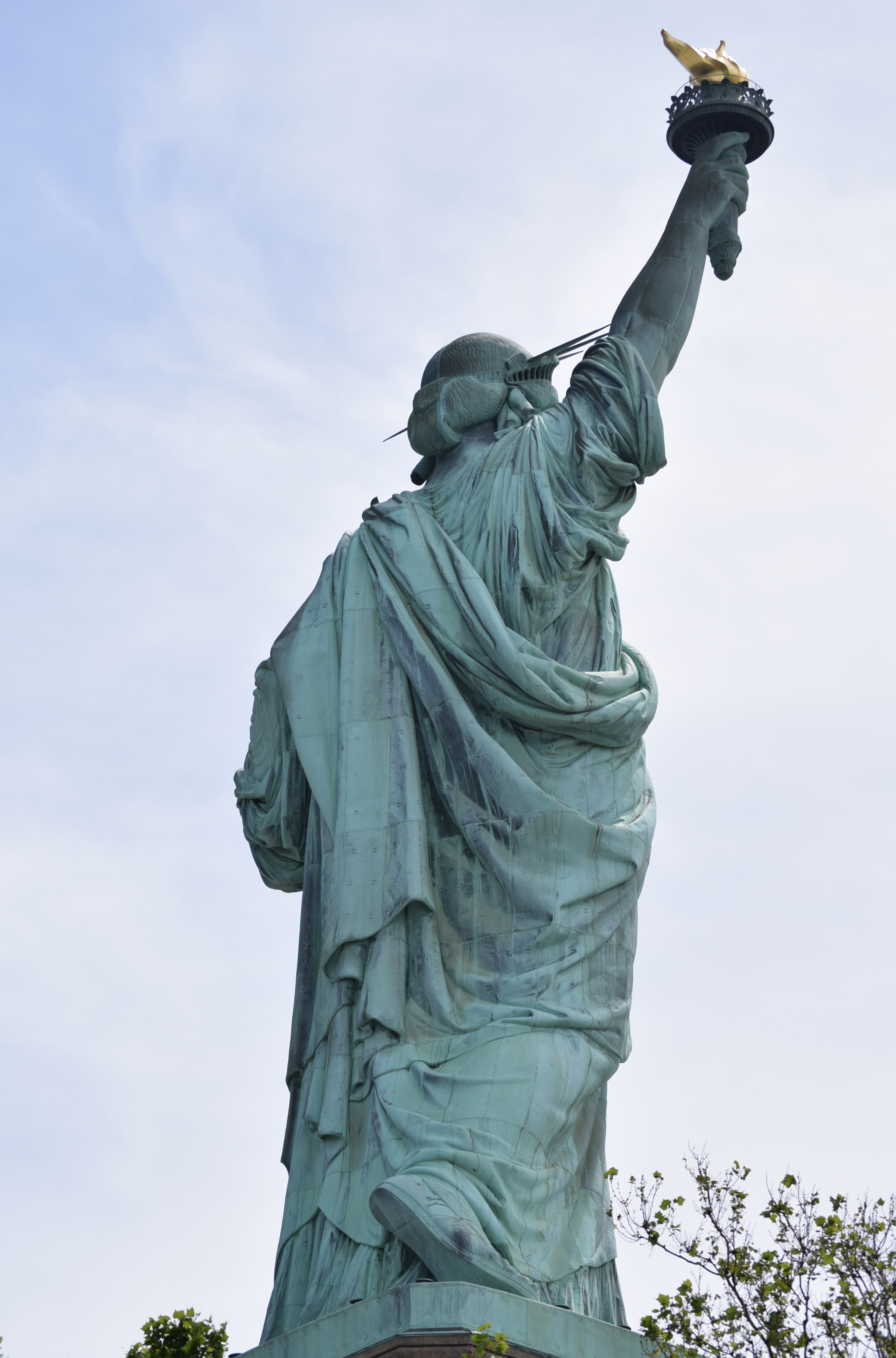
A Liberdade é retratada em uma pose de contrapposto, com o pé direito levantado em meio a uma corrente e um grilhão quebrados.

Bartholdi fez alterações no design conforme o projeto evoluía. Ele pensou em fazer Liberdade segurar uma corrente quebrada, mas decidiu que isso seria muito divisivo nos dias após a Guerra Civil. A estátua erguida caminha sobre uma corrente quebrada, meio escondida por suas vestes e difícil de ver do chão. Seu pé direito está levantado e recuado, em uma pose clássica de contrapposto que parece estacionária quando vista de frente, mas dinâmica quando vista de lado, significando uma base sólida e uma postura mais relaxada do que a de dois pés colocados lado a lado, e introduzindo uma sensação de tensão entre ficar de pé e avançar, tanto física quanto mentalmente. A forma ereta e a perna estendida também podem ter ajudado a estabilizar a estátua. Bartholdi estava inicialmente incerto sobre o que colocar na mão esquerda de Liberdade; ele decidiu-se por uma tabula ansata, usada para evocar o conceito de lei. Embora Bartholdi admirasse muito a Constituição dos Estados Unidos, ele escolheu inscrever JULY IV MDCCLXXVI na placa, associando assim a data da Declaração de Independência do país ao conceito de liberdade.
Bartholdi interessou seu amigo e mentor, o arquiteto Eugène Viollet-le-Duc, no projeto. Como engenheiro-chefe, Viollet-le-Duc propôs projetar um pilar de tijolos cheio de areia dentro da estátua até os quadris, com barras de ferro como veias de uma folha às quais a pele seria ancorada. Após consultas com a fundição de metais Gaget, Gauthier & Co., Viollet-le-Duc escolheu o metal que seria usado para a pele, folhas de cobre, e o método usado para moldá-lo, repoussé (repuxado), no qual as folhas eram aquecidas e então golpeadas com martelos de madeira. Uma vantagem dessa escolha era que toda a estátua seria leve para seu volume, já que o cobre precisaria ter apenas 2,4 milímetros de espessura. Bartholdi decidiu por uma altura de pouco mais de 46 metros para a estátua, o dobro da estátua de Sancarlone da Itália e da estátua alemã de Armínio, ambas feitas com o mesmo método. Viollet le Duc também desenhou as pregas do vestido.

### Anúncio e primeiros trabalhos
Em 1875, a França desfrutava de maior estabilidade política e de uma economia em recuperação no pós-guerra. O crescente interesse na próxima Exposição Universal de 1876 a ser realizada na Filadélfia levou Laboulaye a decidir que era hora de buscar apoio público. Em setembro de 1875, ele anunciou o projeto e a formação da União Franco-Americana como seu braço de arrecadação de fundos. Com o anúncio, a estátua recebeu um nome, Liberdade Iluminando o Mundo. O povo francês deveria financiar a estátua (ao contrário do equívoco comum de que seria financiada pelo governo nacional francês); e os americanos deveriam pagar pelo pedestal. O anúncio provocou uma reação geralmente favorável na França, embora muitos franceses se ressentissem dos Estados Unidos por não terem vindo em seu auxílio durante a guerra contra a Prússia. Os monarquistas franceses opuseram-se à estátua, pelo menos porque foi proposta pelo liberal Laboulaye, que tinha sido recentemente eleito senador vitalício. Laboulaye organizou eventos projetados para atrair os ricos e poderosos, incluindo uma apresentação especial na Ópera de Paris em 25 de abril de 1876, que apresentou uma nova cantata do compositor Charles Gounod. A peça foi intitulada La Liberté éclairant le monde, a versão francesa do nome anunciado da estátua.

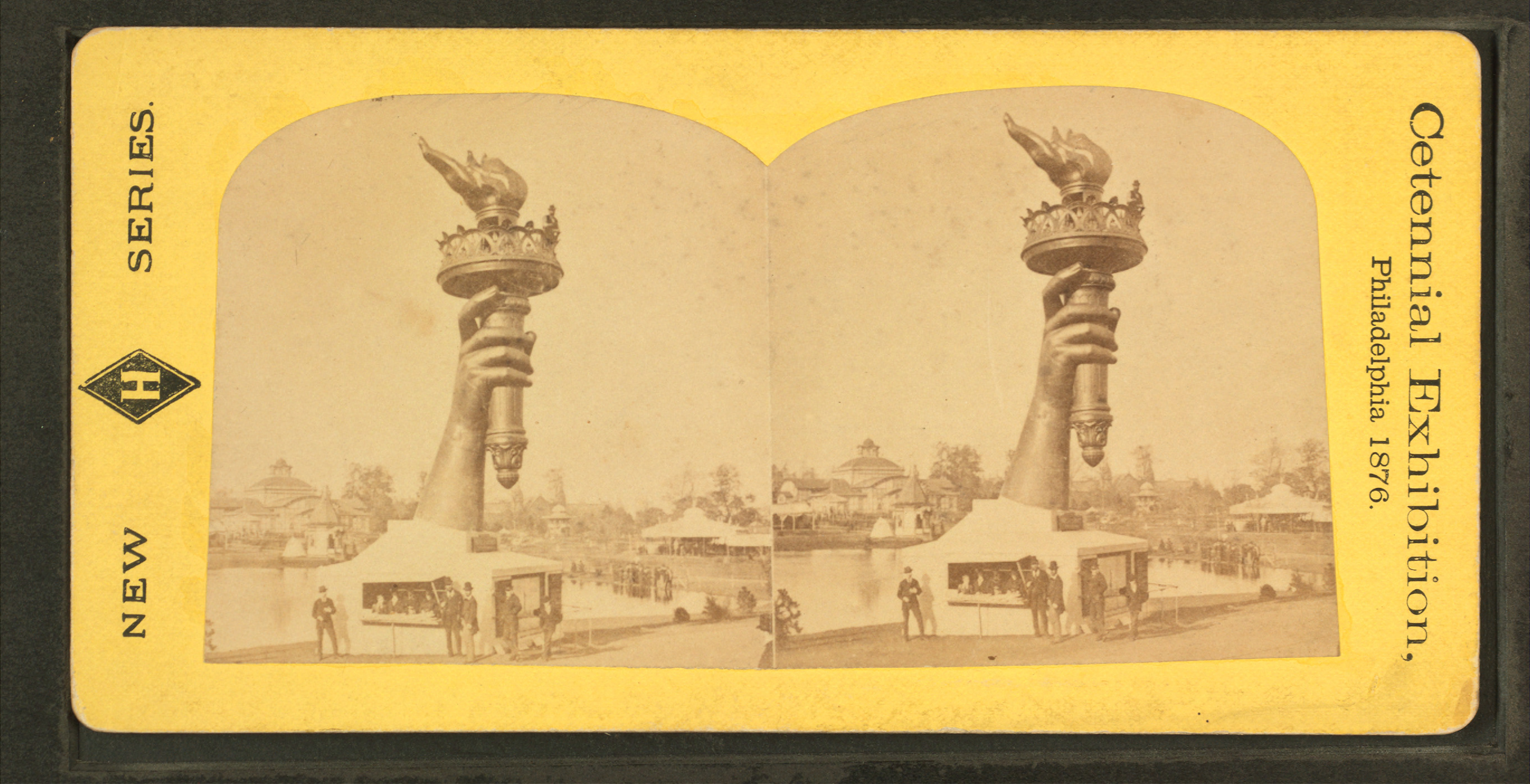
Imagem estereoscópica do braço direito e da tocha da Estátua da Liberdade, Exposição do Centenário de 1876

Inicialmente focada nas elites, a União obteve sucesso em arrecadar fundos de toda a sociedade francesa. Os estudantes e os cidadãos comuns doaram, assim como 181 municípios franceses. Os aliados políticos de Laboulaye apoiaram o chamado, assim como os descendentes do contingente francês na Guerra Revolucionária Americana. De forma menos idealista, as contribuições vieram daqueles que esperavam apoio americano na tentativa francesa de construir o Canal do Panamá. O cobre pode ter vindo de várias fontes e diz-se que parte dele veio de uma mina em Visnes, Noruega, embora isso não tenha sido determinado de forma conclusiva após o teste de amostras.  Segundo Cara Sutherland, em seu livro sobre a estátua para o Museu da Cidade de Nova York, 90,7 quilos de cobre foi necessário para construir a estátua, e o industrial francês de cobre Eugène Secrétan doou 58 quilos.
Embora os planos para a estátua não tivessem sido finalizados, Bartholdi avançou com a fabricação do braço direito, que segurava a tocha, e da cabeça. O trabalho começou na oficina Gaget, Gauthier & Co. Em maio de 1876, Bartholdi viajou para os Estados Unidos como membro de uma delegação francesa à Exposição Universal, e providenciou que uma enorme pintura da estátua fosse exibida em Nova York como parte das festividades. O braço só chegou à Filadélfia em agosto; devido à sua chegada tardia, ele não foi listado no catálogo da exposição e, embora alguns relatos tenham identificado corretamente a obra, outros a chamaram de "Braço Colossal" ou "Luz Elétrica de Bartholdi". O recinto da exposição continha uma série de obras de arte monumentais para competir pelo interesse dos visitantes da feira, incluindo uma fonte de grandes dimensões projetada por Bartholdi. No entanto, o braço provou ser popular nos últimos dias da exposição e os visitantes subiam até a sacada da tocha para ver o recinto da feira. Após o encerramento da exposição, o braço foi transportado para a cidade de Nova York, onde permaneceu em exposição no Madison Square Park por vários anos antes de ser devolvido à França para se juntar ao resto da estátua.
Durante sua segunda viagem aos Estados Unidos, Bartholdi discursou para vários grupos sobre o projeto e pediu a formação de comitês americanos da União Franco-Americana. Comitês para arrecadar fundos para pagar a fundação e o pedestal foram formados em Nova York, Boston e Filadélfia. O grupo de Nova York acabou por assumir a maior parte da responsabilidade pela angariação de fundos norte-americanos e é frequentemente referido como o “Comitê Americano”. Um dos seus membros era Theodore Roosevelt, de 19 anos, futuro governador de Nova York e presidente dos Estados Unidos. Em 3 de março de 1877, em seu último dia completo no cargo, o presidente Grant assinou uma resolução conjunta que autorizava o presidente a aceitar a estátua quando ela fosse apresentada pela França e a selecionar um local para ela. O presidente Rutherford B. Hayes, que assumiu o cargo no dia seguinte, selecionou o local da Ilha Bedloe que Bartholdi havia proposto. 

### Construção na França

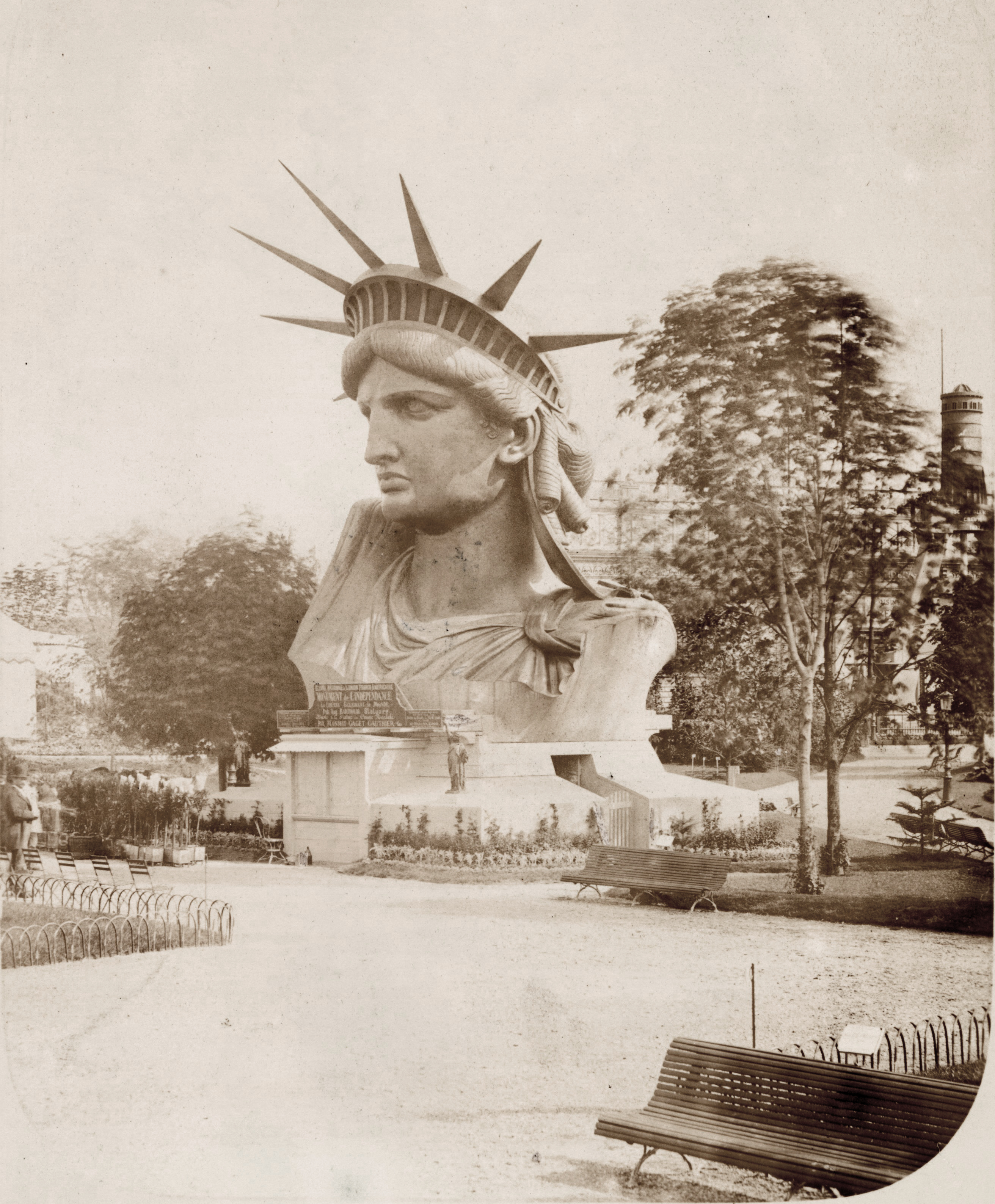
A cabeça da estátua em exposição na Exposição Universal de 1878 em Paris

Em seu retorno a Paris em 1877, Bartholdi se concentrou em terminar a cabeça, que foi exibida na Feira Mundial de Paris de 1878. A arrecadação de fundos continuou, com modelos da estátua colocados à venda. Também foram oferecidos ingressos para assistir à atividade de construção na oficina Gaget, Gauthier & Co. O governo francês autorizou uma loteria; entre os prêmios estavam valiosas baixelas de prata e uma maquete de terracota da estátua. No final de 1879, cerca de 250 mil francos foram arrecadados. 
A cabeça e o braço foram construídos com a ajuda de Viollet-le-Duc, que adoeceu em 1879. Ele morreu logo em seguida, sem deixar nenhuma indicação de como pretendia fazer a transição da pele de cobre para o seu proposto píer de alvenaria. No ano seguinte, Bartholdi conseguiu obter os serviços do inovador designer e construtor Gustave Eiffel. Eiffel e seu engenheiro estrutural, Maurice Koechlin, decidiram abandonar o píer e, em vez disso, construir uma torre de treliça de ferro. Eiffel optou por não usar uma estrutura completamente rígida, o que forçaria o acúmulo de tensões na pele e levaria eventualmente a rachaduras. Um esqueleto secundário foi então fixado ao pilar central, para permitir que a estátua se movesse ligeiramente com os ventos do Porto de Nova York e, como o metal se expandia nos dias quentes de verão, ele conectou frouxamente a estrutura de suporte à pele usando barras de ferro planas ou molas, que culminavam em uma malha de tiras de metal, conhecidas como "selas", que eram rebitadas à pele, fornecendo suporte firme. Num processo de trabalho intensivo, cada sela teve de ser trabalhada individualmente. Para evitar a corrosão galvânica entre a pele de cobre e a estrutura de suporte de ferro, Eiffel isolou a pele com amianto impregnado com goma-laca.
O design de Eiffel fez da estátua um dos primeiros exemplos de construção de muro cortina, em que o exterior da estrutura não é de suporte de carga, mas sim apoiado por uma estrutura interna. Ele incluiu duas escadas internas em espiral, para facilitar o acesso dos visitantes ao ponto de observação na coroa. Também foi fornecido acesso a uma plataforma de observação ao redor da tocha, mas a estreiteza do braço permitia apenas uma única escada de 12 metros. À medida que o monumento se erguia, Eiffel e Bartholdi coordenaram cuidadosamente o seu trabalho para que os segmentos completos da pele se encaixassem exatamente na estrutura de suporte. Os componentes da torre do pilão foram construídos na fábrica Eiffel, no subúrbio parisiense próximo de Levallois-Perret.
A mudança no material estrutural de alvenaria para ferro permitiu que Bartholdi mudasse seus planos para a montagem da estátua. Ele esperava originalmente montar a pele no local enquanto o pilar de alvenaria era construído; em vez disso, ele decidiu construir a estátua na França, desmontá-la e transportá-la para os Estados Unidos para remontagem no local na Ilha de Bedloe.
Num ato simbólico, o primeiro rebite colocado na pele, fixando uma placa de cobre no dedão do pé da estátua, foi cravado pelo Embaixador dos Estados Unidos em França, Levi P. Morton. A pele não foi, contudo, trabalhada na sequência exata de baixo para cima; o trabalho prosseguiu em vários segmentos simultaneamente, de uma maneira muitas vezes confusa para os visitantes. Alguns trabalhos foram realizados por empreiteiros — um dos dedos foi feito de acordo com as especificações rigorosas de Bartholdi por um caldeireiro na cidade de Montauban, no sul da França. Em 1882, a estátua estava completa até a cintura, um evento que Bartholdi comemorou convidando repórteres para almoçar em uma plataforma construída dentro do monumento. Laboulaye morreu em 1883. Ele foi sucedido como presidente do comitê francês por Lesseps. A estátua concluída foi formalmente apresentada ao Embaixador Morton em uma cerimônia em Paris em 4 de julho de 1884 e Lesseps anunciou que o governo francês havia concordado em pagar seu transporte para Nova York. A estátua permaneceu intacta em Paris, aguardando progresso suficiente no pedestal; em janeiro de 1885, isso ocorreu e a estátua foi desmontada e encaixotada para sua viagem oceânica.
O design de Eiffel fez da estátua um dos primeiros exemplos de construção de muro cortina, em que o exterior da estrutura não é de suporte de carga, mas sim apoiado por uma estrutura interna. Ele incluiu duas escadas internas em espiral, para facilitar o acesso dos visitantes ao ponto de observação na coroa. Também foi fornecido acesso a uma plataforma de observação ao redor da tocha, mas a estreiteza do braço permitia apenas uma única escada de 12 metros. À medida que o monumento se erguia, Eiffel e Bartholdi coordenaram cuidadosamente o seu trabalho para que os segmentos completos da pele se encaixassem exatamente na estrutura de suporte. Os componentes da torre do pilão foram construídos na fábrica Eiffel, no subúrbio parisiense próximo de Levallois-Perret.
A mudança no material estrutural de alvenaria para ferro permitiu que Bartholdi mudasse seus planos para a montagem da estátua. Ele esperava originalmente montar a pele no local enquanto o pilar de alvenaria era construído; em vez disso, ele decidiu construir a estátua na França, desmontá-la e transportá-la para os Estados Unidos para remontagem no local na Ilha de Bedloe.

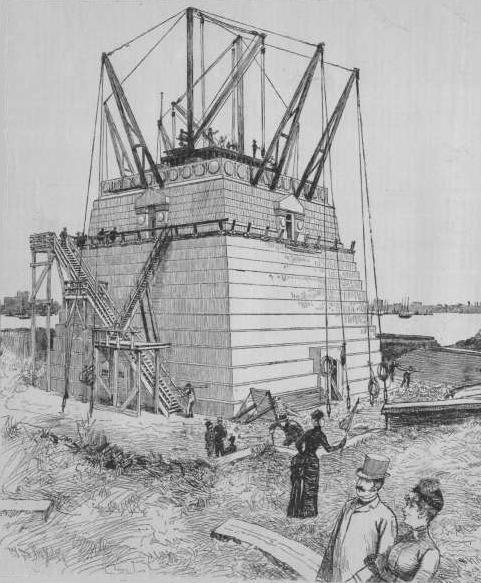
Pedestal de Richard Morris Hunt em construção em junho de 1885

Os comitês nos Estados Unidos enfrentaram grandes dificuldades para obter fundos para a construção do pedestal. O Pânico de 1873 levou a uma depressão econômica que persistiu durante grande parte da década. O projeto da estátua da Liberdade não foi o único empreendimento deste tipo que teve dificuldade em angariar fundos: a construção do obelisco, mais tarde conhecido como Monumento a Washington, por vezes, ficou paralisada durante anos; acabaria por demorar mais de três décadas e meia a ser concluída. Houve críticas tanto à estátua de Bartholdi quanto ao fato de que a doação exigia que os americanos pagassem a conta do pedestal. Nos anos que se seguiram à Guerra Civil, a maioria dos americanos preferia obras de arte realistas que retratassem heróis e eventos da história da nação, em vez de obras alegóricas como a estátua da Liberdade. Havia também o sentimento de que os americanos deveriam projectar obras públicas americanas — a escolha do italiano Constantino Brumidi para decorar o Capitólio provocou críticas intensas, embora ele fosse um cidadão naturalizado dos EUA. A Harper's Weekly declarou seu desejo de que "M. Bartholdi e nossos primos franceses tivessem 'feito todo o trabalho' enquanto estavam lá, e nos dado estátua e pedestal de uma vez." O New York Times declarou que "nenhum verdadeiro patriota pode tolerar tais despesas com mulheres de bronze no estado atual de nossas finanças." Diante dessas críticas, os comitês americanos tomaram poucas medidas por vários anos.

#### Projeto

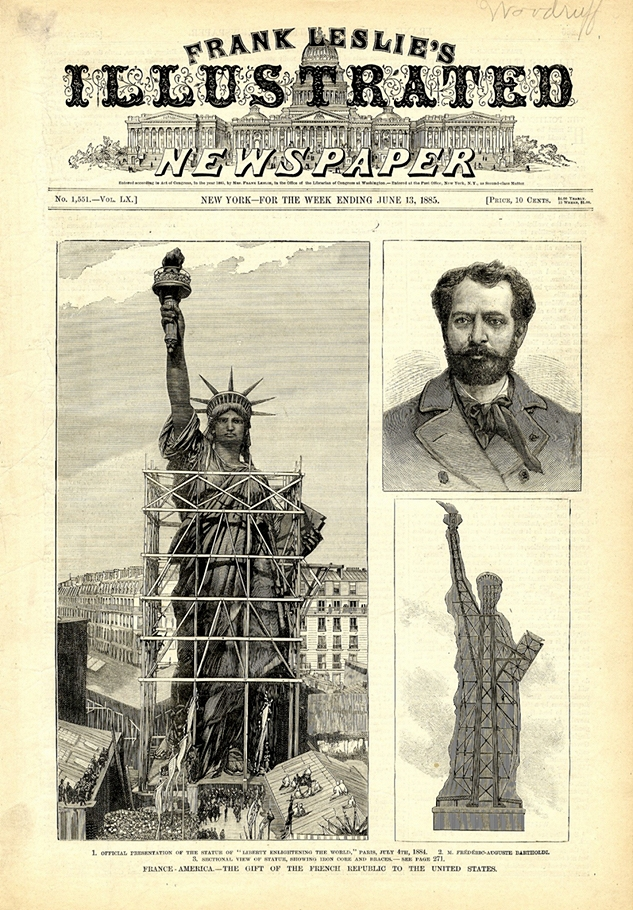
Frank Leslie's Illustrated Newspaper, junho de 1885, mostrando (sentido horário a partir da esquerda) xilogravuras da estátua concluída em Paris, Bartholdi e a estrutura interna da estátua

A fundação da estátua de Bartholdi seria colocada dentro de Fort Wood, uma base militar desativada na Ilha Bedloe, construída entre 1807 e 1811. Desde 1823, raramente foi usada, embora durante a Guerra Civil Americana tenha servido como posto de recrutamento. As fortificações da estrutura tinham o formato de uma estrela de onze pontas. A fundação e o pedestal da estátua foram alinhados de modo que ficassem voltados para o sudeste, dando as boas-vindas aos navios que entravam no porto vindos do Oceano Atlântico. Em 1881, o comitê de Nova York contratou Richard Morris Hunt para projetar o pedestal. Em poucos meses, Hunt apresentou um plano detalhado, indicando que esperava que a construção demorasse cerca de nove meses.  Ele propôs um pedestal 114 feet (35 m) de altura; diante de problemas financeiros, o comitê reduziu para 27 metros.
O design do pedestal de Hunt contém elementos da arquitetura clássica, incluindo portais dóricos, bem como alguns elementos influenciados pela arquitetura asteca. A grande massa é fragmentada com detalhes arquitetônicos, a fim de focar a atenção na estátua. Em forma, é uma pirâmide truncada, um quadrado de 19 metros na base e de 12 metros no topo. Os quatro lados são idênticos na aparência. Acima da porta, de cada lado, há dez discos nos quais Bartholdi propôs colocar os brasões dos estados (entre 1876 e 1889, foram 38), embora isso não tenha sido feito. Acima disso, uma sacada foi colocada em cada lado, emoldurada por pilares. Bartholdi colocou uma plataforma de observação perto do topo do pedestal, acima da qual a própria estátua se ergue. Segundo o autor Louis Auchincloss, o pedestal “evoca de forma irregular o poder de uma Europa antiga sobre a qual se ergue a figura dominante da Estátua da Liberdade”. O comitê contratou o antigo general do exército Charles Pomeroy Stone para supervisionar as obras. A construção da fundação de 4,6 metros de profundidade começou em 1883 e a pedra fundamental do pedestal foi lançada em 1884. Na concepção original de Hunt, o pedestal deveria ser feito de granito sólido. Preocupações financeiras forçaram-no novamente a rever os seus planos; o projeto final exigia paredes de concreto armado, de até 6,1 metros de espessura, revestida com blocos de granito. Este granito Stony Creek veio da pedreira Beattie em Branford, Connecticut. A massa de concreto foi a maior já vazada até então.
O engenheiro civil imigrante norueguês Joachim Goschen Giæver projetou a estrutura da Estátua da Liberdade. Seu trabalho envolvia cálculos de projeto, desenhos detalhados de fabricação e construção, e supervisão da construção. Ao concluir sua engenharia para a estrutura da estátua, Giæver trabalhou a partir de desenhos e esboços produzidos por Gustave Eiffel.

#### Captação de recursos
A arrecadação de fundos para o pedestal nos EUA começou em 1882. O comitê organizou um grande número de eventos de angariação de fundos. Como parte de um desses esforços, um leilão de arte e manuscritos, a poetisa Emma Lazarus foi convidada a doar uma obra original. Inicialmente ela recusou, afirmando que não conseguiria escrever um poema sobre uma estátua. Na época, ela também estava envolvida em ajudar refugiados em Nova York que haviam fugido de pogroms antissemitas no leste da Europa. Esses refugiados foram forçados a viver em condições que a rica Lazarus nunca havia experimentado. Ela viu uma maneira de expressar sua empatia por esses refugiados em termos da estátua. O soneto resultante, "The New Colossus", incluindo os versos "Dê-me seus cansados, seus pobres/ Suas massas amontoadas que desejam respirar livremente", é identificado exclusivamente com a Estátua da Liberdade na cultura americana e está inscrito em uma placa em seu museu. O poema de Lazarus contrastou o clássico Colosso de Rodes como um símbolo assustador, com o novo "colosso americano" como um "farol para os perdidos e desesperados".

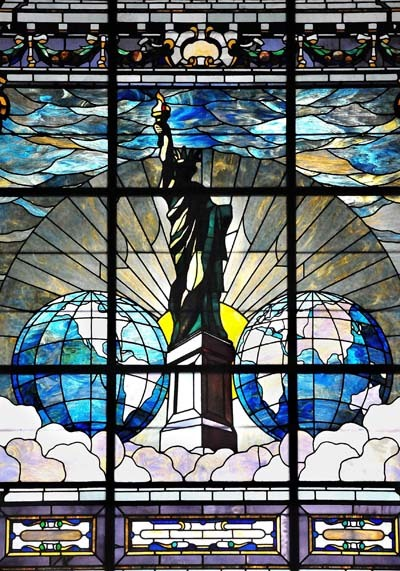
A Liberdade Iluminando o Mundo, ou A Estátua da Liberdade, um vitral encomendado por Joseph Pulitzer para comemorar a arrecadação de fundos para o pedestal. Originalmente instalado no New York World Building, atualmente está localizado no Pulitzer Hall da Universidade de Columbia.

Mesmo com esses esforços, a arrecadação de fundos ficou para trás. Grover Cleveland, o governador de Nova York, vetou um projeto de lei que forneceria 50 mil dólares para o projeto da estátua em 1884. Uma tentativa no ano seguinte de fazer com que o Congresso fornecesse 100 mil dólares, o suficiente para concluir o projeto, também falhou. O comitê de Nova York, com apenas 3 mil dólares no banco, suspendeu o trabalho no pedestal. Com o projeto em risco, grupos de outras cidades americanas, incluindo Boston e Filadélfia, ofereceram-se para pagar o custo total da construção da estátua em troca da sua realocação.
Joseph Pulitzer, editor do New York World, um jornal de Nova York, anunciou uma campanha para arrecadar 100 mil dólares (cerca de 3,5 milhões de dólares em valores de 2024). Pulitzer prometeu imprimir o nome de cada contribuinte, não importando quão pequena fosse a quantia doada. A iniciativa capturou a imaginação dos nova-iorquinos, especialmente quando Pulitzer começou a publicar as notas que recebia dos colaboradores. "Uma jovem sozinha no mundo" doou 60 centavos, outro doador deu "cinco centavos como óbolo de um pobre office boy para o Fundo Pedestal." Um grupo de crianças enviou um dólar como "o dinheiro que economizamos para ir ao circo." Outro dólar foi doado por uma "mulher solitária e muito idosa." Moradores de um lar para alcoólatras na cidade rival de Nova York, Brooklyn — as cidades só se fundiriam em 1898 — doaram 15 dólares; outros alcoólatras ajudaram por meio de caixas de doações em bares e saloons. Uma turma de jardim de infância em Davenport, Iowa, enviou ao World um presente de 1,35 dólar. À medida que as doações chegavam, o comitê retomou o trabalho no pedestal. A França arrecadou cerca de 250 mil dólares para construir a estátua, enquanto os Estados Unidos tiveram que arrecadar até 300 mil dólares para construir o pedestal.

#### Construção
Em 17 de junho de 1885, o navio francês Isère chegou a Nova York com as caixas contendo a estátua desmontada a bordo. Os nova-iorquinos demonstraram seu novo entusiasmo pela estátua. Duzentas mil pessoas alinharam-se nas docas e centenas de barcos ao mar vieram para dar as boas-vindas ao navio. Após cinco meses de apelos diários para doações ao fundo da estátua, em 11 de agosto de 1885, o World anunciou que 102 mil dólares haviam sido arrecadados de 120 mil doadores, e que 80% do total foi recebido em quantias inferiores a um dólar (ou 34 dólares em valores de 2024).
Mesmo com o sucesso da arrecadação de fundos, o pedestal só foi concluído em abril de 1886. Imediatamente depois, a remontagem da estátua começou. A estrutura de ferro de Eiffel foi ancorada em vigas de aço I dentro do pedestal de concreto e montada. Feito isso, as seções de pele foram cuidadosamente fixadas. Devido à largura do pedestal, não foi possível erguer andaimes e os trabalhadores ficaram pendurados em cordas durante a instalação das seções de pele. Bartholdi havia planejado colocar holofotes na sacada da tocha para iluminá-la; uma semana antes da inauguração, o Corpo de Engenheiros do Exército vetou a proposta, temendo que os pilotos dos navios que passassem pela estátua ficassem cegos. Em vez disso, Bartholdi cortou vigias na tocha — que estava coberta com folha de ouro — e colocou as luzes dentro delas. Uma usina elétrica foi instalada na ilha para acender a tocha e para outras necessidades elétricas. Após a conclusão da pele, o arquiteto paisagista Frederick Law Olmsted, co-designer do Central Park de Manhattan e do Prospect Park do Brooklyn, supervisionou uma limpeza da Ilha de Bedloe em antecipação à dedicação. O general Charles Stone afirmou no dia da dedicação que nenhum homem havia morrido durante a construção da estátua; isso não era verdade, pois Francis Longo, um trabalhador italiano de 39 anos de idade, havia morrido quando um velho muro caiu sobre ele. Quando construída, a estátua era marrom-avermelhada e brilhante, mas em vinte anos ela se oxidou até sua cor verde atual por meio de reações com o ar, a água e a poluição ácida, formando uma camada de verdete que protege o cobre de mais corrosão.

### Dedicação

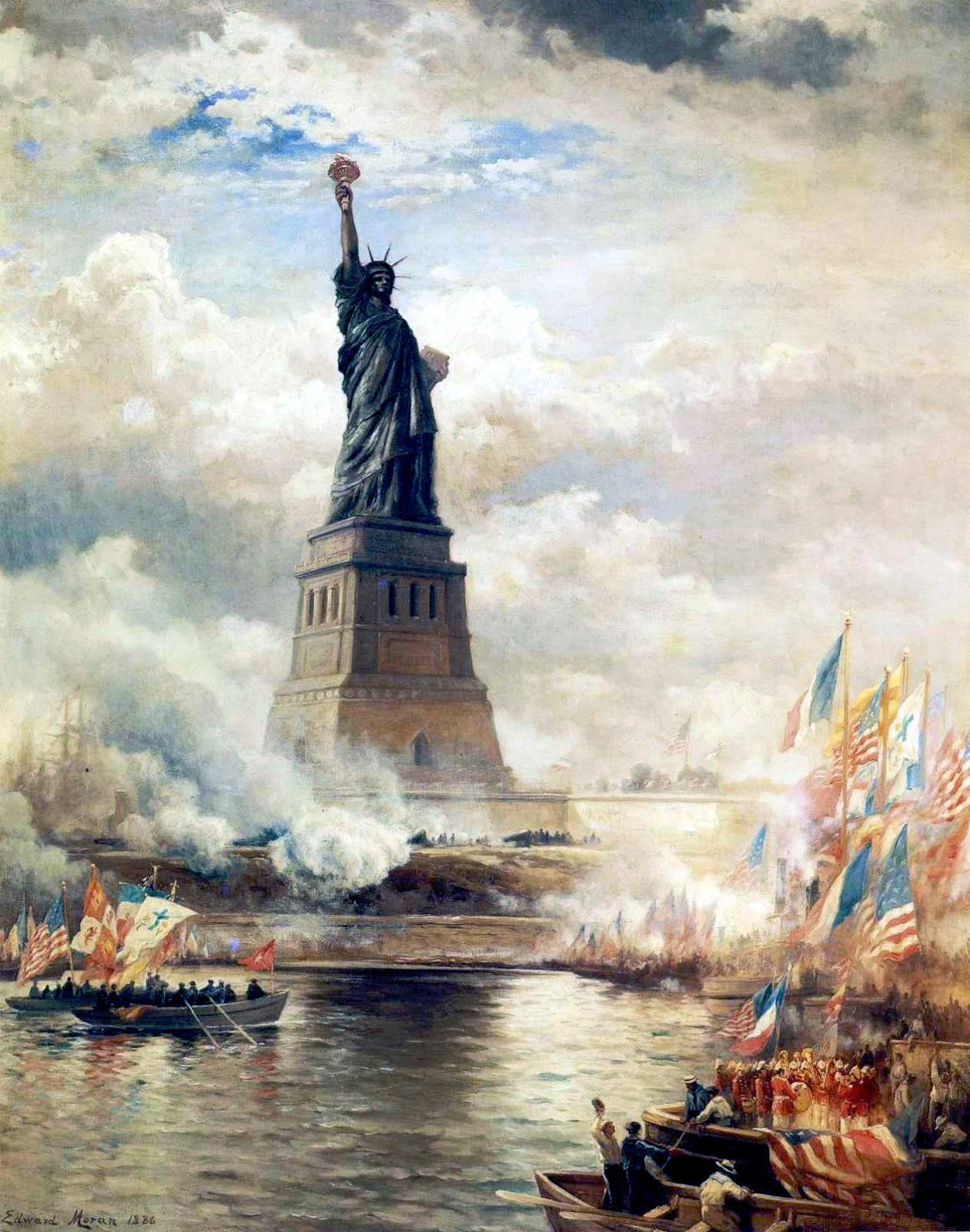
Inauguração da Estátua da Liberdade Iluminando o Mundo (1886) por Edward Moran. Óleo sobre tela. Coleção J. Clarence Davies, Museu da Cidade de Nova York.

Uma cerimônia de dedicação foi realizada na tarde de 28 de outubro de 1886. O presidente Grover Cleveland, ex-governador de Nova York, presidiu o evento. Na manhã da dedicação, um desfile foi realizado na cidade de Nova York; as estimativas do número de pessoas que assistiram variaram de centenas de milhares a um milhão. O presidente Cleveland liderou a procissão e depois ficou na tribuna de honra para ver bandas e manifestantes de toda a América. O General Stone foi o grande marechal do desfile. A rota começou na Madison Square, antigamente o local do desfile, e seguiu até o Battery, no extremo sul de Manhattan, passando pela Quinta Avenida e Broadway, com um pequeno desvio para que o desfile pudesse passar em frente ao prédio do World na Park Row. Quando o desfile passou pela Bolsa de Valores de Nova York, os comerciantes atiraram fitas de teletipo das janelas, dando início à tradição nova-iorquina.
Um desfile náutico começou às 12h45 e o presidente Cleveland embarcou em um iate que o levou através do porto até a Ilha de Bedloe para a dedicação. Lesseps fez o primeiro discurso, em nome do comitê francês, seguido pelo presidente do comitê de Nova York, senador William M. Evarts. Uma bandeira francesa pendurada no rosto da estátua seria baixada para inaugurá-la no final do discurso de Evarts, mas Bartholdi confundiu uma pausa com a conclusão e deixou a bandeira cair prematuramente. Os aplausos que se seguiram puseram fim ao discurso de Evarts. O presidente Cleveland falou em seguida, afirmando que o “raio de luz da estátua atravessará a escuridão da ignorância e da opressão do homem até que a Liberdade ilumine o mundo”. Bartholdi, observado perto do estrado, foi chamado para falar, mas recusou. O orador Chauncey M. Depew concluiu o com um longo discurso.
Nenhum membro do público em geral foi autorizado a entrar na ilha durante as cerimônias, que foram reservadas inteiramente a dignitários. As únicas mulheres que tiveram acesso foram a esposa de Bartholdi e a neta de Lesseps; as autoridades declararam que temiam que as mulheres pudessem se machucar devido à multidão. A restrição ofendeu as sufragistas da área, que alugaram um barco e chegaram o mais perto que puderam da ilha. Os líderes do grupo fizeram discursos aplaudindo a personificação da Liberdade como mulher e defendendo o direito das mulheres ao voto. Uma exibição de fogos de artifício programada foi adiada para 1º de novembro devido ao mau tempo.
Pouco depois da inauguração, o jornal The Cleveland Gazette, um jornal afro-americano, sugeriu que a tocha da estátua não fosse acesa até que os Estados Unidos se tornassem uma nação livre "de verdade":

“A liberdade iluminando o mundo”, de fato! Essa expressão nos deixa doentes. Esse governo é uma farsa. Ele não pode, ou melhor, “não protege” seus cidadãos dentro de suas “próprias” fronteiras. Atirem a estátua de Bartholdi, com tocha e tudo, no oceano até que a “liberdade” deste país seja tal que possibilite a um homem de cor inofensivo e trabalhador ganhar a vida de forma respeitável para si mesmo e para sua família, sem ser ku-klux, talvez assassinado, sua filha e esposa ultrajadas e sua propriedade destruída. A ideia da “liberdade” deste país “iluminando o mundo”, ou mesmo a Patagônia, é extremamente ridícula.

## Depois da dedicação

### Conselho do Farol e Departamento de Guerra (1886–1933)

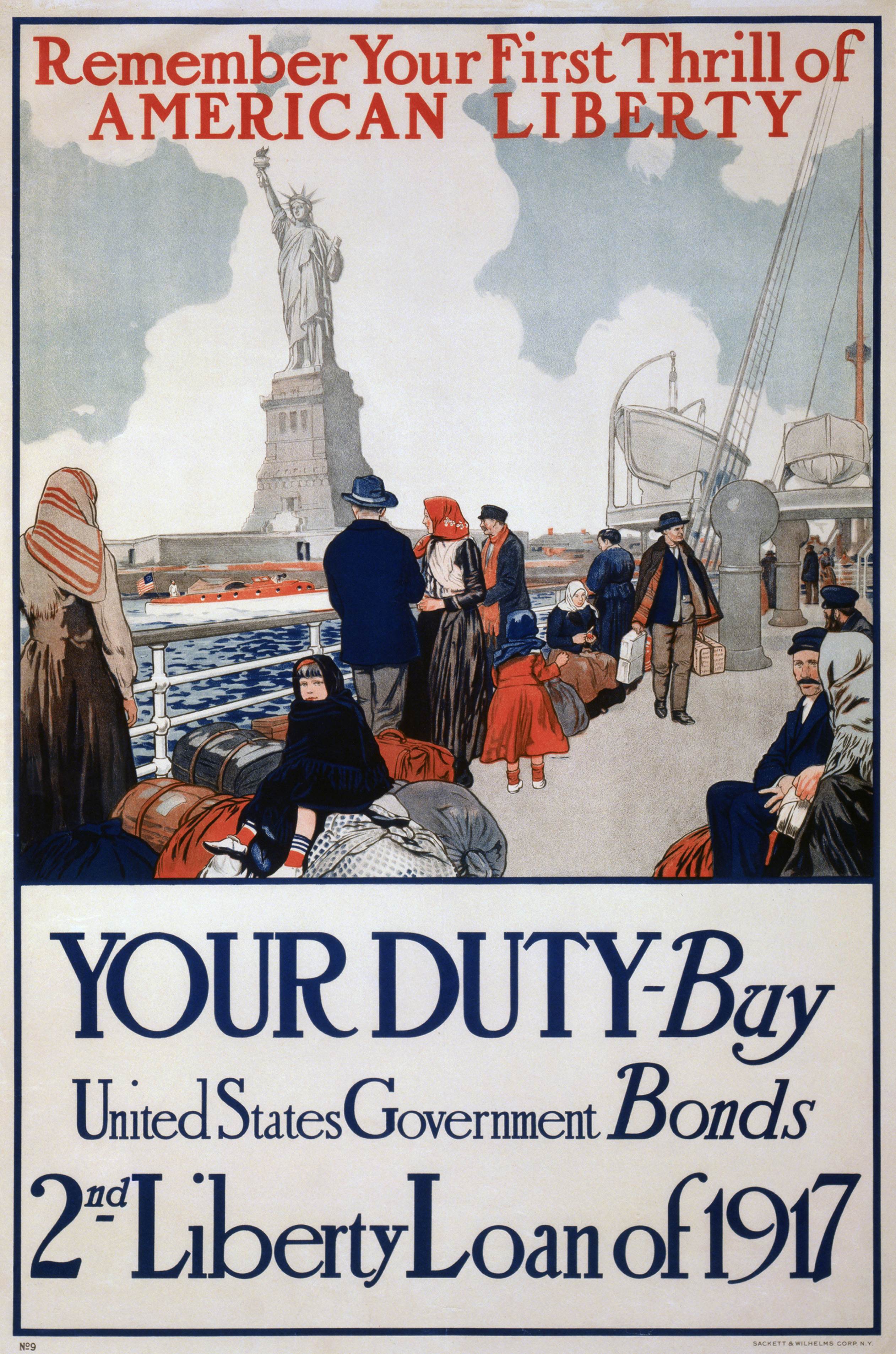
Cartaz do governo usando a Estátua da Liberdade para promover a venda de Liberty Bonds

Quando a tocha foi acesa na noite da inauguração da estátua, ela produziu apenas um brilho fraco, quase invisível de Manhattan. O World caracterizou-o como "mais parecido com um vaga-lume do que com um farol". Bartholdi sugeriu dourar a estátua para aumentar sua capacidade de refletir luz, mas isso se mostrou muito caro. O Conselho de Faróis dos Estados Unidos assumiu o controle da Estátua da Liberdade em 1887 e prometeu instalar equipamentos para aumentar o efeito da tocha; apesar de seus esforços, a estátua permaneceu praticamente invisível à noite. Quando Bartholdi retornou aos Estados Unidos em 1893, ele fez sugestões adicionais, todas elas se mostraram ineficazes. Ele fez lobby com sucesso para melhorar a iluminação dentro da estátua, permitindo que os visitantes apreciassem melhor o design de Eiffel. Em 1901, o presidente Theodore Roosevelt, antigo membro do comitê de Nova Iorque, ordenou a transferência da estátua para o Departamento de Guerra, uma vez que se tinha revelado inútil como farol. Uma unidade do Corpo de Sinalização do Exército ficou estacionada na Ilha de Bedloe até 1923, após o que a polícia militar permaneceu lá enquanto a ilha esteve sob jurisdição militar.
Guerras e outras revoltas na Europa provocaram uma emigração em larga escala para os Estados Unidos no final do século XIX e início do século XX; muitos entraram por Nova York e viram a estátua não como um símbolo de iluminação, como Bartholdi pretendia, mas como um sinal de boas-vindas ao seu novo lar. A associação com a imigração só se fortaleceu quando um posto de processamento de imigrantes foi aberto na vizinha Ellis Island. Essa visão era consistente com a visão de Lázaro em seu soneto — ela descreveu a estátua como "Mãe dos Exilados" — mas seu trabalho havia se tornado obscuro. Em 1903, o soneto foi gravado em uma placa que foi afixada na base da estátua.
Histórias orais de imigrantes registram seus sentimentos de euforia ao ver a Estátua da Liberdade pela primeira vez. Um imigrante que chegou da Grécia relembrou:

Eu vi a Estátua da Liberdade. E disse a mim mesmo: "Senhora, você é tão linda! Você abriu seus braços e trouxe todos os estrangeiros para cá. Dê-me uma chance de provar que eu valho a pena, de fazer algo, de ser alguém nos Estados Unidos". E essa estátua sempre esteve em minha mente.
A estátua rapidamente se tornou um marco. Originalmente, era uma cor cobre opaca, mas logo depois de 1900 uma pátina verde, também chamada de verdete, causada pela oxidação da pele de cobre, começou a se espalhar. Já em 1902 foi mencionado na imprensa; em 1906 já cobria completamente a estátua.  Acreditando que a pátina era evidência de corrosão, o Congresso autorizou o uso de 62,38 mil dólares (ou 2,2 milhões de dólares em valores de 2024) para vários reparos e para pintar a estátua por dentro e por fora. Houve um protesto público considerável contra a pintura exterior proposta. O Corpo de Engenheiros do Exército estudou a pátina para detectar quaisquer efeitos nocivos à estátua e concluiu que ela protegia a pele, "suavizava os contornos da estátua e a tornava bonita". A estátua foi pintada apenas no interior. O Corpo de Engenheiros também instalou um elevador para levar os visitantes da base ao topo do pedestal.

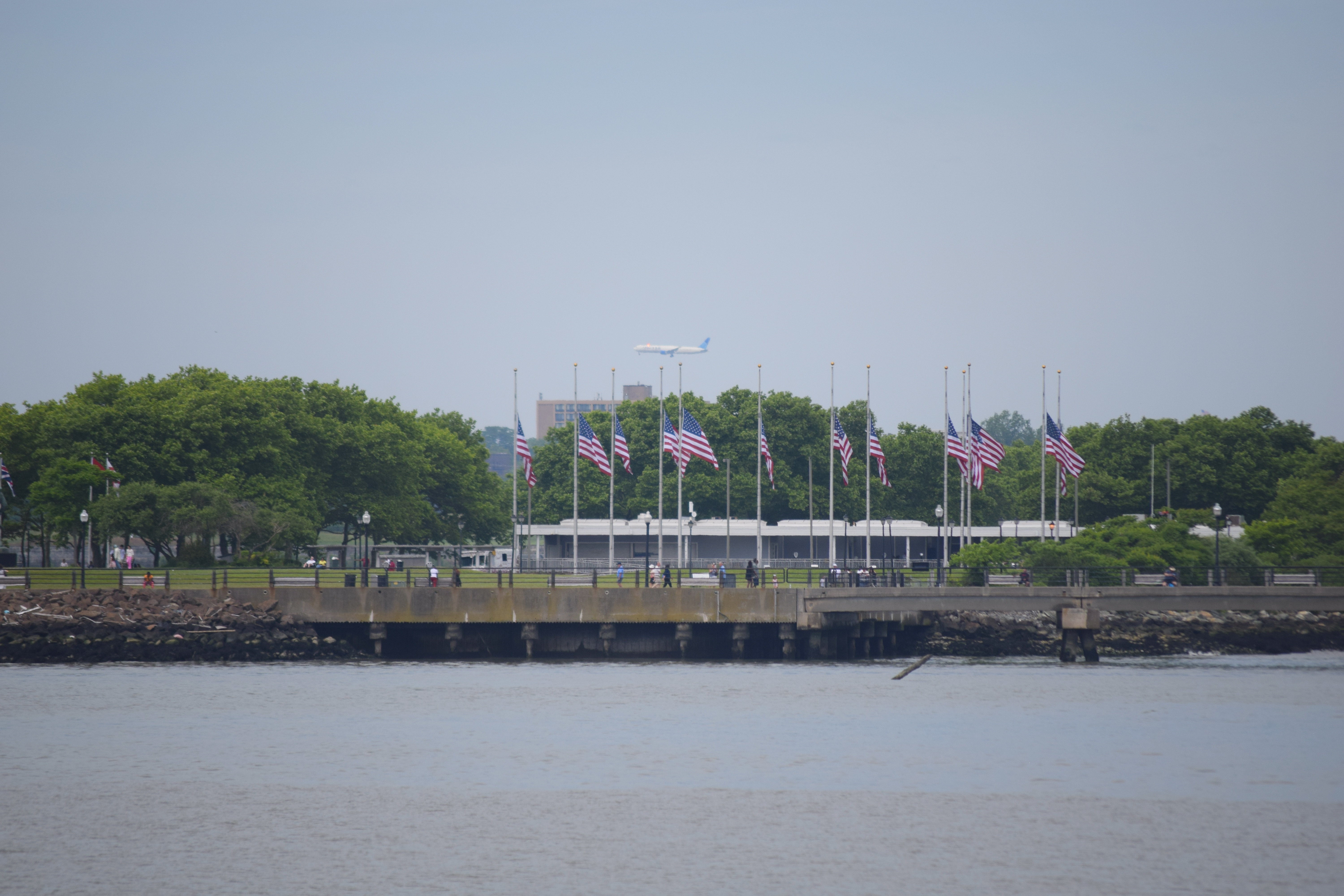
Ilha Black Tom vista da Ilha da Liberdade em junho de 2024

Em 30 de julho de 1916, durante a Primeira Guerra Mundial, sabotadores alemães detonaram um explosão desastrosa na península de Black Tom, em Jersey City, Nova Jersey, no que hoje faz parte do Liberty State Park, perto da Ilha Bedloe. Foram detonados carros carregados de dinamite e outros explosivos que estavam a ser enviados para a Rússia para os seus esforços de guerra. A estátua sofreu pequenos danos, principalmente no braço direito que segurava a tocha, e ficou fechada por dez dias. O custo para consertar a estátua e os edifícios na ilha foi de cerca de 100 mil dólares (ou 2,9 milhões de dólares em valores de 2024). A estreita subida até a tocha foi fechada por razões de segurança pública e permanece fechada desde então.
No mesmo ano, Ralph Pulitzer, que sucedeu seu pai Joseph como editor do World, iniciou uma campanha para arrecadar 30 mil dólares (ou 867 mil dólares em valores de 2024) para um sistema de iluminação externa para iluminar a estátua à noite. Ele afirmou ter mais de 80 mil colaboradores, mas não conseguiu atingir a meta. A diferença foi discretamente compensada por uma doação de um doador rico — um fato que só foi revelado em 1936. Um cabo de energia submarino trazia eletricidade do continente e holofotes foram colocados ao longo dos muros de Fort Wood. Gutzon Borglum, que mais tarde esculpiu o Monte Rushmore, redesenhou a tocha, substituindo grande parte do cobre original por vitrais. Em 2 de dezembro de 1916, o presidente Woodrow Wilson pressionou a tecla do telégrafo que acendeu as luzes, iluminando com sucesso a estátua.
Depois que os Estados Unidos entraram na Primeira Guerra Mundial em 1917, imagens da estátua foram muito usadas tanto em cartazes de recrutamento quanto em campanhas de arrecadação, que incentivavam os cidadãos americanos a apoiarem financeiramente a guerra. Isto impressionou o público com o propósito declarado da guerra — garantir a liberdade — e serviu como um lembrete de que a França em guerra havia dado a estátua aos Estados Unidos.
Em 1924, o presidente Calvin Coolidge usou sua autoridade sob a Lei de Antiguidades para declarar a estátua um monumento nacional. Um suicídio ocorreu cinco anos depois, quando um homem saiu de uma das janelas da coroa e saltou para a morte.

### Primeiros anos do Serviço Nacional de Parques (1933–1982)

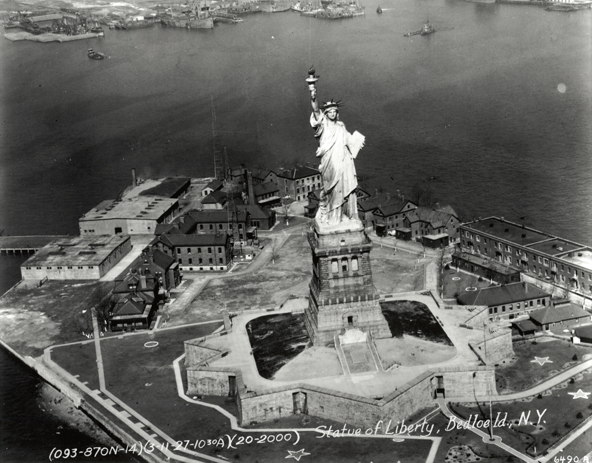
Ilha de Bedloe em 1927, mostrando a estátua e os edifícios do exército. As paredes de onze pontas de Fort Wood, que ainda formam a base da estátua, são visíveis.

Em 1933, o presidente Franklin Roosevelt ordenou que a estátua fosse transferida para o Serviço de Parques Nacionais (NPS, sigla em inglês). Em 1937, o NPS ganhou jurisdição sobre o resto da Ilha de Bedloe. Com a saída do Exército, o NPS começou a transformar a ilha em um parque. A Works Progress Administration (WPA) demoliu a maioria dos prédios antigos, requalificou e replantou a extremidade leste da ilha e construiu degraus de granito para uma nova entrada pública da estátua pela parte traseira. A WPA também realizou trabalhos de restauração dentro da estátua, removendo temporariamente os raios do halo da estátua para que seus suportes enferrujados pudessem ser substituídos. Os degraus de ferro fundido enferrujados do pedestal foram substituídos por novos feitos de concreto armado; as partes superiores das escadas dentro da estátua também foram substituídas. Foi instalado um revestimento de cobre para evitar maiores danos causados pela água da chuva que estava infiltrando-se no pedestal. A estátua ficou fechada ao público de maio a dezembro de 1938.
Durante a Segunda Guerra Mundial, a estátua permaneceu aberta aos visitantes, embora não fosse iluminada à noite devido aos apagões de guerra. Foi aceso brevemente em 31 de dezembro de 1943 e no Dia D, 6 de junho de 1944, quando suas luzes piscaram "ponto-ponto-ponto-traço", o código Morse para V, de vitória. Uma nova e potente iluminação foi instalada em 1944-1945 e, a partir do Dia da Vitória na Europa, a estátua foi novamente iluminada após o pôr do sol. A iluminação era apenas por algumas horas a cada noite, e foi somente em 1957 que a estátua foi iluminada todas as noites, a noite toda. Em 1946, o interior da estátua, ao alcance dos visitantes, foi revestido com um plástico especial para que os grafites pudessem ser lavados.
Em 1956, um ato do Congresso renomeou oficialmente a Ilha de Bedloe como Ilha da Liberdade, uma mudança defendida por Bartholdi gerações antes. O ato também mencionou os esforços para fundar um Museu Americano da Imigração na ilha, que os apoiadores consideraram como uma aprovação federal do projeto, embora o governo tenha demorado a conceder fundos para isso. A vizinha Ellis Island foi incluída no Monumento Nacional da Estátua da Liberdade pela proclamação do presidente Lyndon Baines Johnson em 1965. Em 1972, o museu da imigração na base da estátua foi finalmente inaugurado em uma cerimônia liderada pelo presidente Richard Nixon. Os patrocinadores do museu nunca lhe forneceram uma dotação para garantir o seu futuro e ele fechou em 1991 após a abertura de um museu de imigração em Ellis Island.
Em 1970, Ivy Bottini liderou uma manifestação na estátua, onde ela e outras pessoas do capítulo de Nova York da Organização Nacional para Mulheres penduraram uma enorme faixa sobre uma grade que dizia "MULHERES DO MUNDO, UNI-VOS!" A partir de 26 de dezembro de 1971, 15 veteranos anti-Guerra do Vietnã ocuparam a estátua, hasteando uma bandeira dos EUA de cabeça para baixo em sua coroa. Eles partiram em 28 de dezembro, seguindo uma ordem do tribunal federal. A estátua também foi tomada várias vezes por manifestantes que divulgavam causas como a independência de Porto Rico, a oposição ao aborto e a oposição à intervenção dos EUA em Granada. As manifestações com a permissão do Serviço de Parques incluíram uma Parada do Orgulho Gay e a manifestação anual das Nações Bálticas Captivas.
Um novo e poderoso sistema de iluminação foi instalado antes do Bicentenário Americano em 1976. A estátua foi o ponto focal da Operação Vela, uma regata de navios altos de todo o mundo que entrou no porto de Nova York em 4 de julho de 1976 e navegou ao redor da Ilha da Liberdade. O dia terminou com uma espetacular exibição de fogos de artifício perto da estátua.

### Renovação e rededicação (1982–2000)

4 de julho de 1986: a então primeira-dama Nancy Reagan (de vermelho) reabre a estátua ao público.

A estátua foi examinada em grande detalhe por engenheiros franceses e americanos como parte do planejamento para seu centenário em 1986. Em 1982, foi anunciado que a estátua precisava de uma restauração considerável. Os engenheiros enfrentaram a falta de desenhos e documentação detalhados, bem como grandes mudanças estruturais nas décadas anteriores. Um estudo cuidadoso revelou que o braço direito havia sido fixado incorretamente à estrutura principal. Ela balançava cada vez mais quando sopravam ventos fortes e havia um risco significativo de falha estrutural. Além disso, a cabeça foi instalada 0,61 metro fora do centro, e um dos raios estava fazendo um furo no braço direito quando a estátua se movia com o vento. A estrutura da armadura estava muito corroída e cerca de 2% das placas externas precisavam ser substituídas. Embora os problemas com a armadura tenham sido reconhecidos já em 1936, quando foram instaladas peças de substituição de ferro fundido para algumas das barras, grande parte da corrosão foi escondida por camadas de tinta aplicadas ao longo dos anos.
Em maio de 1982, o presidente Ronald Reagan anunciou a formação da Comissão do Centenário da Estátua da Liberdade-Ellis Island, liderada pelo presidente da Chrysler Corporation, Lee Iacocca, para levantar os fundos necessários para concluir o trabalho. Por meio de seu braço de arrecadação de fundos, a Statue of Liberty–Ellis Island Foundation, Inc., o grupo arrecadou mais de 350 milhões e dólares em doações para as renovações da Estátua da Liberdade e da Ilha Ellis. O monumento foi um das primeiros beneficiários de uma campanha de marketing de causa . Uma promoção de 1983 anunciava que para cada compra feita com um cartão American Express, a empresa contribuiria com um centavo para a reforma da estátua. A campanha gerou contribuições de 1,7 milhão de dólares para o projeto de restauração.
Em 1984, a estátua foi fechada ao público durante a reforma. Os trabalhadores ergueram o maior andaime independente do mundo, o que obscureceu a estátua da vista. Nitrogênio líquido foi usado para remover camadas de tinta que haviam sido aplicadas no interior da camada de cobre ao longo de décadas, deixando duas camadas de alcatrão de hulha, originalmente aplicadas para tapar vazamentos e evitar corrosão. Um jato de bicarbonato de sódio removeu o alcatrão sem danificar ainda mais o cobre. O trabalho dos restauradores foi prejudicado pela substância à base de amianto que Bartholdi havia usado — ineficazmente, como as inspeções mostraram — para evitar corrosão galvânica. Os trabalhadores dentro da estátua tiveram que usar equipamentos de proteção, apelidados de "trajes lunares", com circuitos respiratórios autônomos. Furos maiores na pele de cobre foram reparados e novo cobre foi adicionado onde necessário. A pele de substituição foi retirada de um telhado de cobre do Bell Labs, que tinha uma pátina que lembrava muito a da estátua; em troca, o laboratório recebeu parte da pele de cobre antiga para testes. A tocha, que apresentava vazamento de água desde as alterações de 1916, foi substituída por uma réplica exata da tocha inalterada de Bartholdi. Foi considerada a substituição do braço e do ombro; o Serviço de Parques Nacionais insistiu que fossem reparados. A tocha original foi removida e substituída em 1986 pela atual, cuja chama é coberta de ouro de 24 quilates. A tocha reflete os raios do sol durante o dia e é iluminada por holofotes à noite.
Toda a armadura de ferro projetada por Gustave Eiffel foi substituída. As barras de aço inoxidável de baixo carbono e resistentes à corrosão que agora seguram os grampos próximos à pele são feitas de ferralium, uma liga que se curva ligeiramente e retorna à sua forma original conforme a estátua se move. Para evitar que o raio e o braço fizessem contato, o raio foi realinhado em vários graus. A iluminação foi novamente substituída e passou a ser feita por lâmpadas de iodetos metálicos que enviam feixes de luz para partes específicas do pedestal ou da estátua, exibindo vários detalhes. O acesso ao pedestal, que era feito por uma entrada indefinida construída na década de 1960, foi reformado para criar uma ampla abertura emoldurada por um conjunto de portas monumentais de bronze com desenhos simbólicos da reforma. Foi instalado um elevador moderno, permitindo o acesso de deficientes à área de observação do pedestal. Um elevador de emergência foi instalado dentro da estátua, chegando até o nível do ombro.
De 3 a 6 de julho de 1986, foi designado "Fim de Semana da Liberdade", marcando o centenário da estátua e sua reabertura. O presidente Reagan presidiu a reinauguração, com a presença do presidente francês François Mitterrand. Em 4 de julho, ocorreu uma reprise da Operação Vela e a estátua foi reaberta ao público em 5 de julho. No discurso de inauguração de Reagan, ele declarou: "Nós somos os guardiões da chama da liberdade; nós a mantemos bem alto para que o mundo a veja."

### Fechamentos e reaberturas (2001 até o presente)

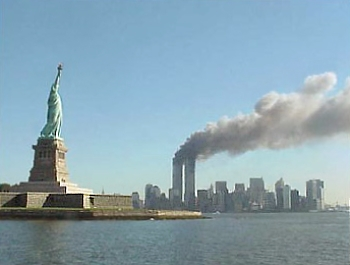
A Estátua da Liberdade em 11 de setembro de 2001, enquanto as Torres Gêmeas do World Trade Center queimam ao fundo

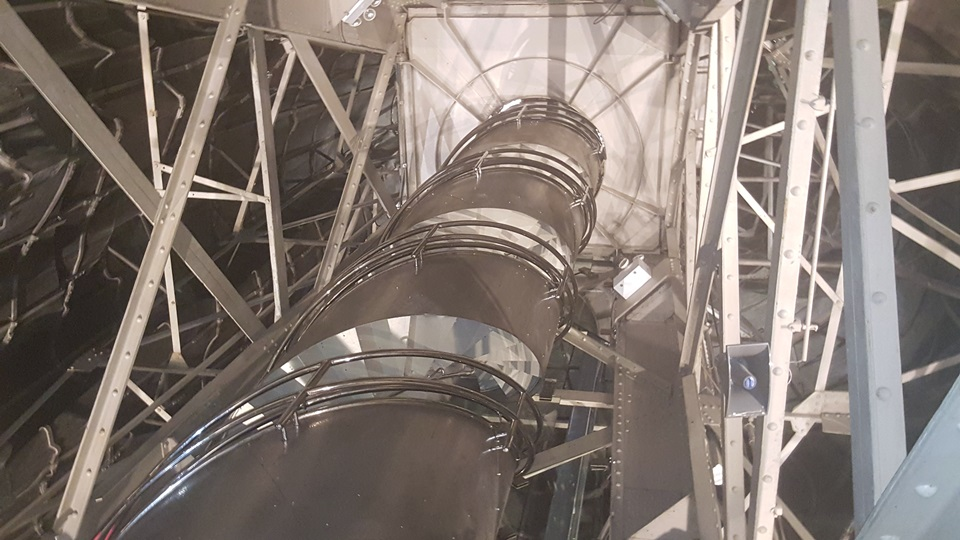
A nova escadaria para a coroa

Imediatamente após os ataques de 11 de setembro, a estátua e a Ilha da Liberdade foram fechadas ao público. A ilha foi reaberta no final de 2001, enquanto o pedestal e a estátua permaneceram fora dos limites. O pedestal foi reaberto em agosto de 2004, mas o Serviço de Parques Nacionais anunciou que os visitantes não poderiam ter acesso seguro à estátua devido à dificuldade de evacuação em caso de emergência. O Serviço de Parques manteve essa posição durante o resto da administração Bush. O congressista de Nova Iorque Anthony Weiner fez da reabertura da estátua uma cruzada pessoal. Em 17 de maio de 2009, o Secretário do Interior do presidente Barack Obama, Ken Salazar, anunciou que, como um "presente especial" para a América, a estátua seria reaberta ao público a partir de 4 de julho, mas que apenas um número limitado de pessoas teria permissão para subir à coroa a cada dia.

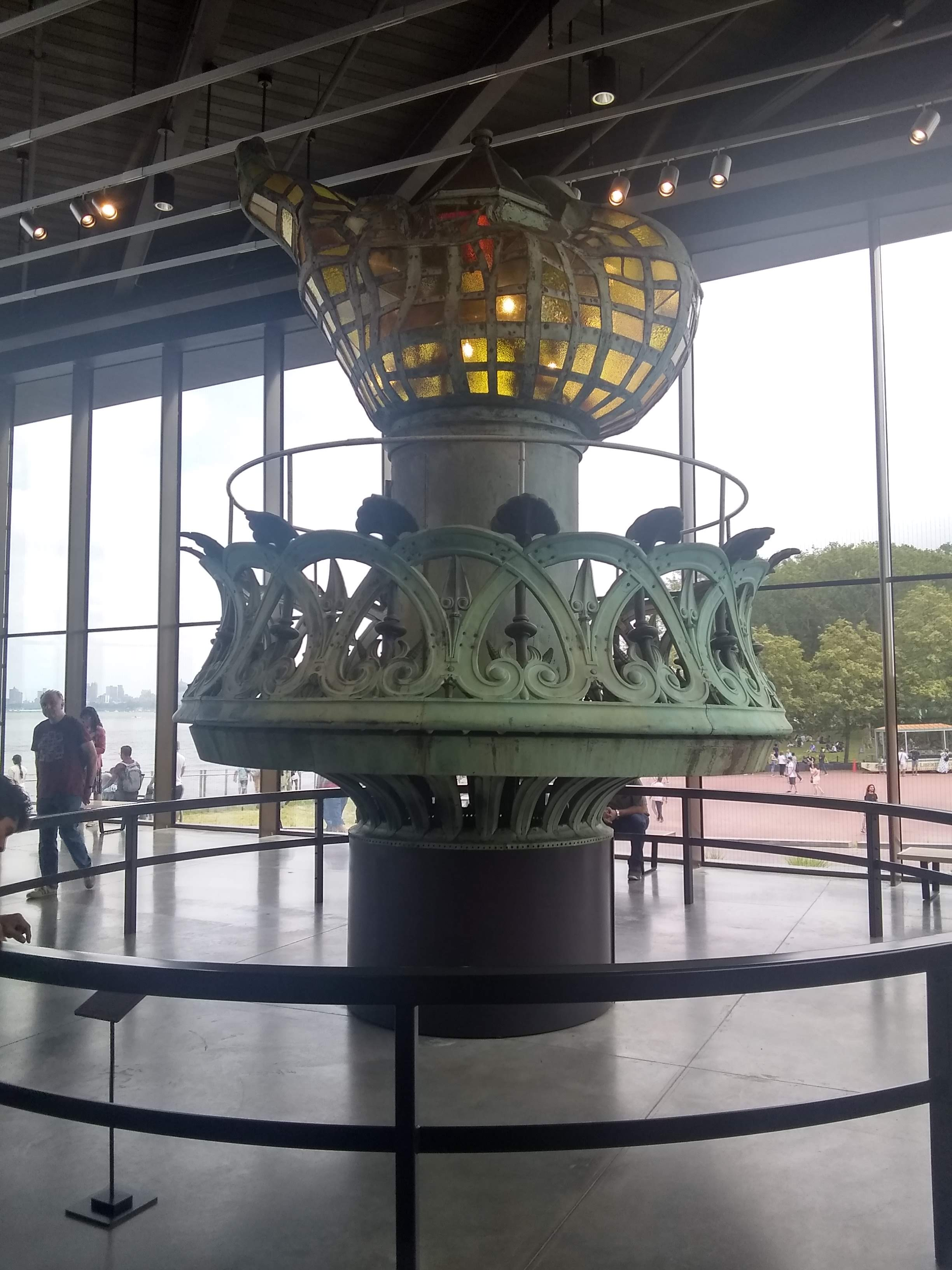
A tocha original da Estátua da Liberdade (1886–1984) exibida no Museu da Estátua da Liberdade na Ilha da Liberdade

A estátua, incluindo o pedestal e a base, foi fechada em 29 de outubro de 2011 para instalação de novos elevadores e escadas e para adequar outras instalações, como banheiros, ao código. A estátua foi reaberta em 28 de outubro de 2012, mas foi fechada novamente um dia depois, antes do furacão Sandy. Embora a tempestade não tenha danificado a estátua, ela destruiu parte da infraestrutura das Ilhas Liberty e Ellis, incluindo o cais usado pelas balsas que iam para as ilhas. Em 8 de novembro de 2012, um porta-voz do Serviço de Parques anunciou que ambas as ilhas permaneceriam fechadas por um período indeterminado para reparos. Como a Ilha da Liberdade não tinha eletricidade, um gerador foi instalado para alimentar holofotes temporários para iluminar a estátua à noite. O superintendente do Monumento Nacional da Estátua da Liberdade, David Luchsinger — cuja casa na ilha foi severamente danificada — afirmou que seria "otimista... meses" antes da ilha ser reaberta ao público.  A estátua e a Ilha da Liberdade reabriram ao público em 4 de julho de 2013. A Ellis Island permaneceu fechada para reparos por mais alguns meses, mas reabriu no final de outubro de 2013.

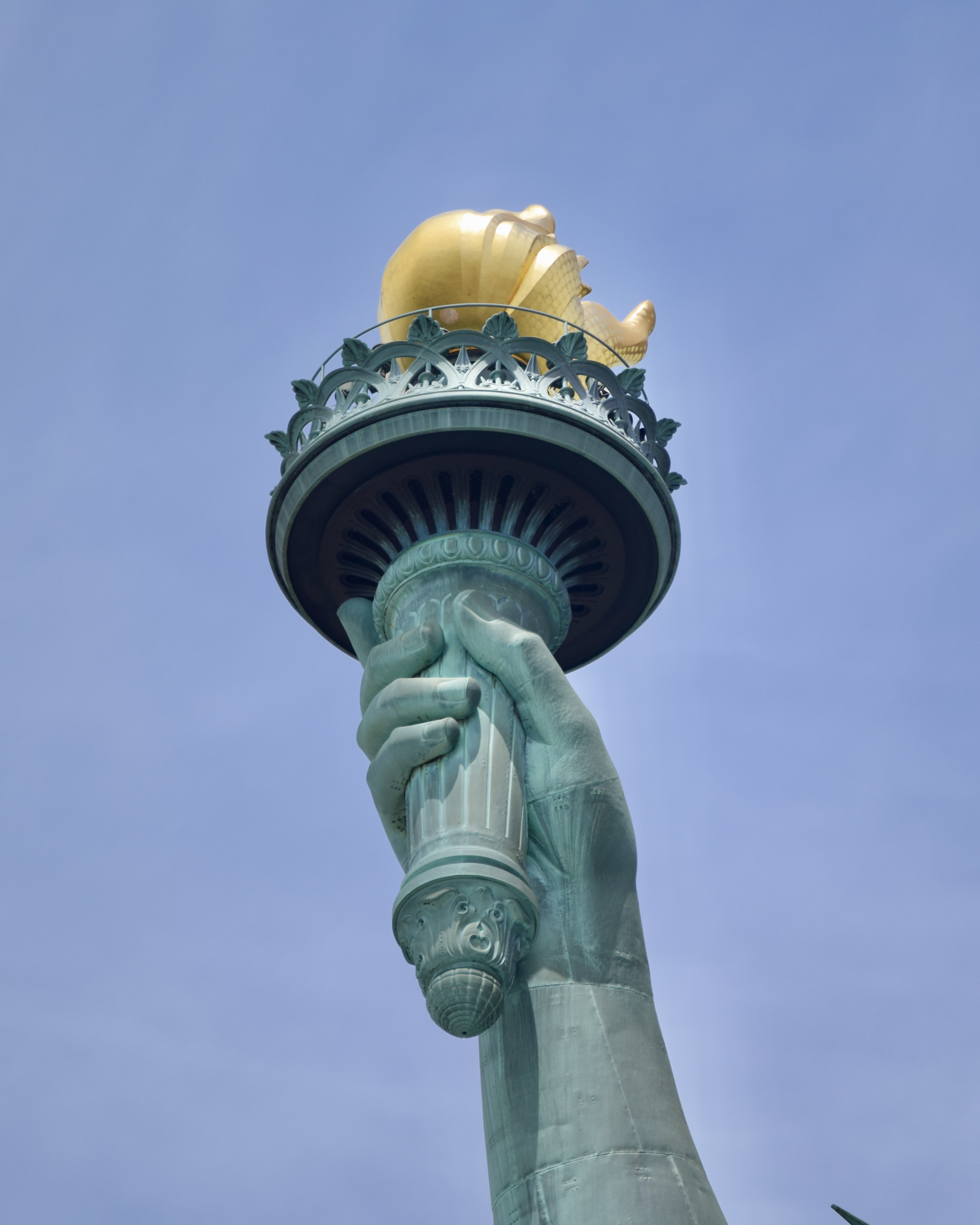
A tocha da Estátua da Liberdade vista da Easterly View em junho de 2024

A Estátua da Liberdade também foi fechada devido a paralisações e protestos do governo, bem como por pandemias de doenças. Durante a paralisação do governo federal dos Estados Unidos em outubro de 2013, a Ilha da Liberdade e outros locais financiados pelo governo federal foram fechados. Além disso, a Ilha da Liberdade foi brevemente fechada em 4 de julho de 2018, depois que uma mulher que protestava contra a política de imigração americana subiu na estátua. No entanto, a ilha permaneceu aberta durante a paralisação do governo federal dos Estados Unidos em 2018-19 porque a Fundação Estátua da Liberdade-Ellis Island doou fundos. Foi fechada novamente a partir de 16 de março de 2020, devido à pandemia de COVID-19. Em 20 de julho de 2020, a Estátua da Liberdade reabriu parcialmente de acordo com as diretrizes da Fase IV da cidade de Nova York, com a Ellis Island permanecendo fechada. A coroa não reabriu até outubro de 2022.
Em 7 de outubro de 2016, começou a construção do novo Museu da Estátua da Liberdade na Ilha da Liberdade. O novo museu de 2,4 mil metros quadrados e 70 milhões de dólares pode ser visitado por todos os que vêm à ilha, ao contrário do museu no pedestal, ao qual apenas 20% dos visitantes da ilha tiveram acesso. O novo museu, projetado por FXFOWLE Architects, está integrado ao parque circundante.
 Diane von Fürstenberg liderou a arrecadação de fundos para o museu, e o projeto recebeu mais de 40 milhões de dólares em angariação de fundos através de obras inovadoras. O museu foi inaugurado em 16 de maio de 2019.

## Acesso e atributos

### Localização e acesso

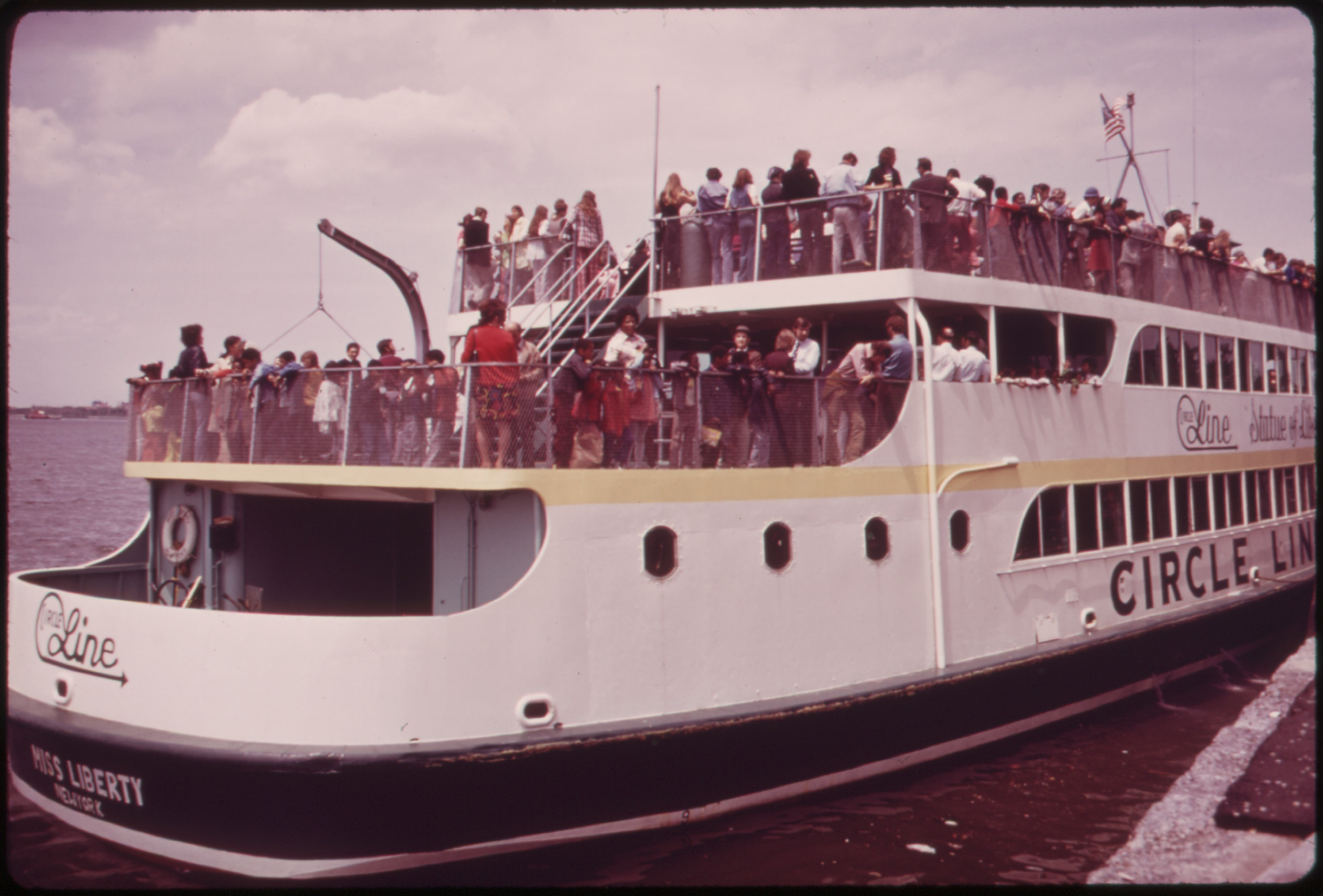
Turistas a bordo de uma balsa da Circle Line chegando à Ilha da Liberdade, junho de 1973

A estátua está situada na Baía de Nova York Superior, na Ilha da Liberdade, ao sul da Ilha Ellis, que juntas formam o Monumento Nacional da Estátua da Liberdade. Ambas as ilhas foram cedidas por Nova York ao governo federal em 1800. Conforme acordado em um pacto de 1834 entre Nova York e Nova Jersey, que definiu a fronteira do estado no ponto médio da baía, as ilhas originais continuam sendo território de Nova York, embora localizadas no lado de Nova Jersey da divisa do estado. A Ilha da Liberdade é uma das ilhas que fazem parte do bairro de Manhattan, em Nova York. Terra criada pela recuperação adicionada aos 0,93 hectares a ilha original em Ellis Island é território de Nova Jersey.
A entrada no monumento nacional é gratuita, mas há um custo para o serviço de balsa que todos os visitantes devem usar, já que barcos particulares não podem atracar na ilha. Em 2007, foi concedida uma concessão à Statue Cruises para operar as instalações de transporte e emissão de bilhetes, substituindo a Circle Line, que operava o serviço desde 1953. As balsas, que partem do Liberty State Park em Jersey City e do Battery em Lower Manhattan, também param em Ellis Island quando ela está aberta ao público, tornando possível uma viagem combinada. Todos os passageiros das balsas estão sujeitos a um controle de segurança, semelhante aos procedimentos de um aeroporto, antes do embarque.
Os visitantes que pretendem entrar na base e no pedestal da estátua devem obter acesso ao pedestal por uma taxa nominal ao comprar a passagem da balsa. Aqueles que desejam subir a escadaria dentro da estátua até a coroa devem comprar um ingresso especial saindo do Battery Park ou do Liberty State Park, que pode ser reservado com até cinco meses de antecedência para grupos de até quatro pessoas. Cerca de 425 pessoas por dia podem comprar ingressos para a balsa combinada, pedestal e coroa. Os escaladores podem trazer apenas medicamentos, garrafas plásticas de água, telefones e câmeras — armários são fornecidos para outros itens — e devem passar por uma segunda triagem de segurança. A varanda ao redor da tocha foi fechada ao público após a explosão de munições na Ilha Black Tom em 1916. A varanda pode, no entanto, ser vista ao vivo via webcam.

### Inscrições, placas e dedicatórias

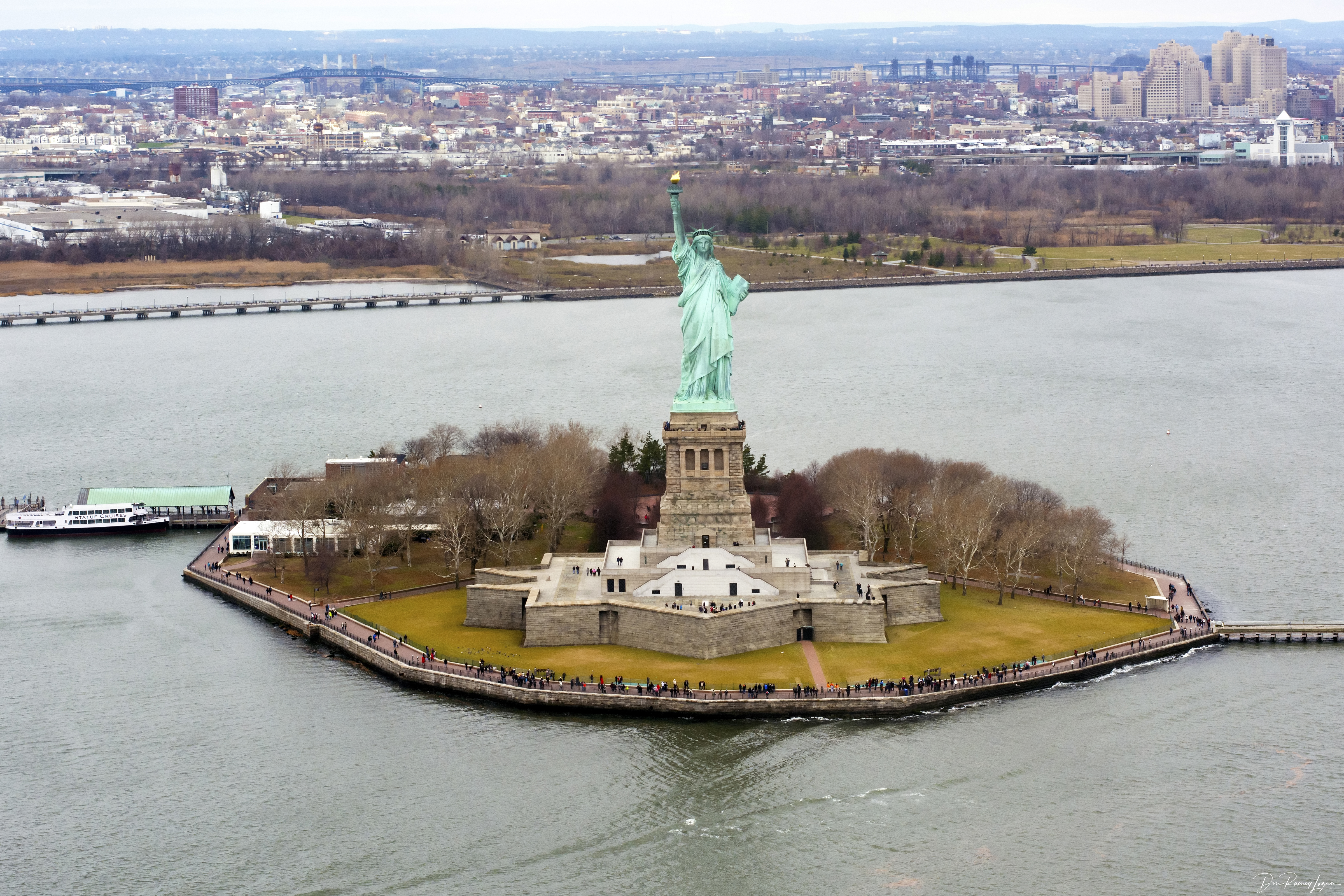
A Estátua da Liberdade fica na Ilha da Liberdade.

Há várias placas e lápides dedicatórias na Estátua da Liberdade ou perto dela.
- Uma placa no cobre logo abaixo da figura da frente declara que se trata de uma estátua colossal representando a Liberdade, projetada por Bartholdi e construída pela empresa parisiense Gaget, Gauthier et Cie (Cie é a abreviatura francesa análoga a Co.).[197]
- Uma placa de apresentação, também com o nome de Bartholdi, declara que a estátua é um presente do povo da República da França que homenageia "a Aliança das duas Nações na conquista da Independência dos Estados Unidos da América e atesta sua amizade duradoura".[197]
- Uma placa colocada pelo Comitê Americano comemora a arrecadação de fundos feita para construir o pedestal.[197]
- A pedra fundamental ostenta uma placa colocada pelos maçons.[197]
- Em 1903, uma placa de bronze contendo o texto do soneto de Emma Lazarus, "O Novo Colosso" (1883), foi presenteada por amigos da poetisa. Até a reforma de 1986, ela permaneceu instalada dentro do pedestal; posteriormente, residiu no Museu da Estátua da Liberdade, na base.[197]
- A placa "O Novo Colosso" é acompanhada por uma placa doada pelo Comitê Comemorativo Emma Lazarus em 1977, celebrando a vida da poetisa.[197]

Um grupo de estátuas fica no extremo oeste da ilha, homenageando aqueles intimamente associados à Estátua da Liberdade. Dois americanos — Pulitzer e Lazarus — e três franceses — Bartholdi, Eiffel e Laboulaye — são retratados. Eles são obra do escultor de Maryland, Phillip Ratner.

## Designações históricas
O presidente Calvin Coolidge designou oficialmente a Estátua da Liberdade como parte do Monumento Nacional da Estátua da Liberdade em 1924. O monumento foi expandido para incluir também a Ilha Ellis em 1965. No ano seguinte, a Estátua da Liberdade e a Ilha Ellis foram adicionadas conjuntamente ao Registro Nacional de Lugares Históricos e a estátua individualmente em 2017. A nível subnacional, o Monumento Nacional da Estátua da Liberdade foi adicionado ao Registro de Lugares Históricos de Nova Jersey em 1971 e foi designado um marco da cidade de Nova Iorque em 1976.
Em 1984, a Estátua da Liberdade foi designada Patrimônio Mundial da UNESCO. A "Declaração de Significado" da UNESCO descreve a estátua como uma "obra-prima do espírito humano" que "permanece como um símbolo altamente potente — inspirando contemplação, debate e protesto — de ideais como liberdade, paz, direitos humanos, abolição da escravatura, democracia e oportunidade".

## Medidas

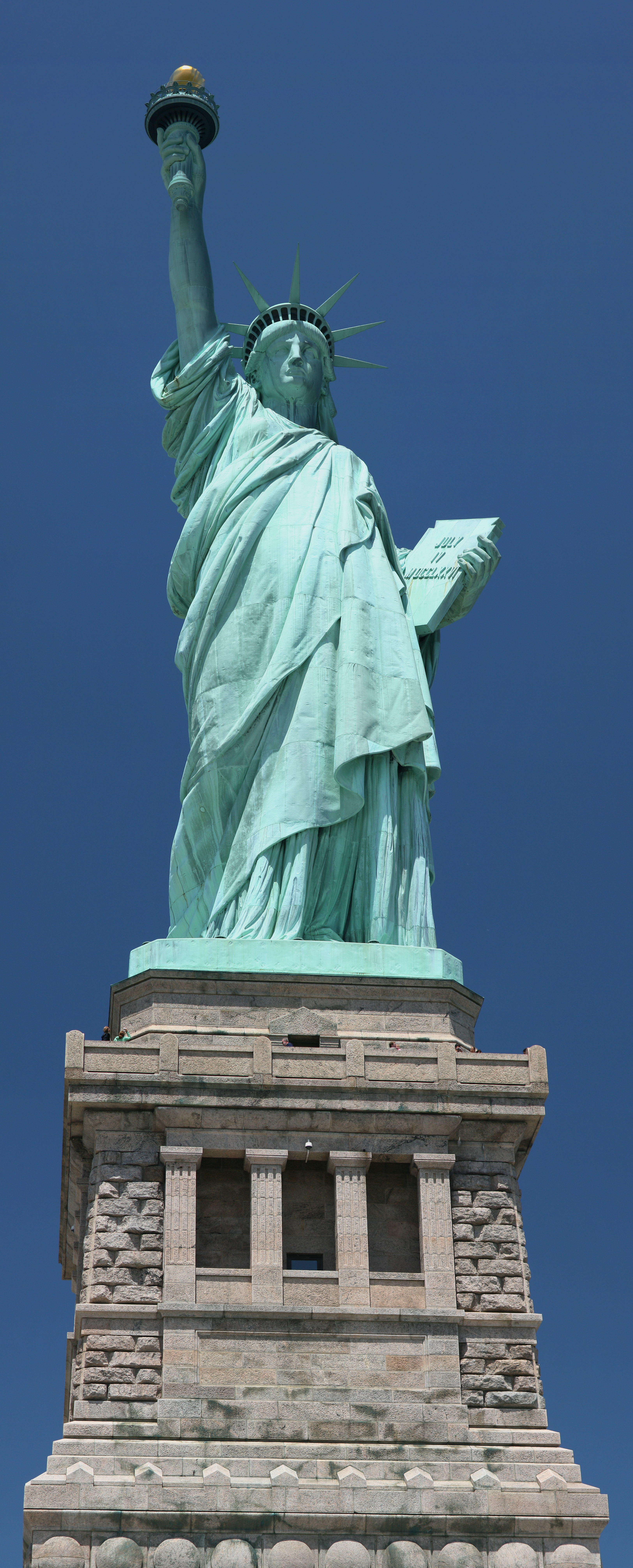
Visto do solo na Ilha da Liberdade

| Característica                                            | Dimensão        |
| --------------------------------------------------------- | --------------- |
| Altura da estátua de cobre                                | 46 metros       |
| Fundação do pedestal (nível do solo) até a ponta da tocha | 93 metros       |
| Do calcanhar ao topo da cabeça                            | 34 metros       |
| Altura da mão                                             | 5 metros        |
| Dedo indicador                                            | 2,44 metros     |
| Circunferência na segunda junta                           | 1,07 metro      |
| Cabeça do queixo ao crânio                                | 5,26 metros     |
| Espessura da cabeça de orelha a orelha                    | 3,05 metros     |
| Distância entre os olhos                                  | 0,76 metro      |
| Comprimento do nariz                                      | 1,48 metro      |
| Comprimento do braço direito                              | 12,8 metros     |
| Maior espessura do braço direito                          | 3,66 metros     |
| Espessura da cintura                                      | 10,67 metros    |
| Largura da boca                                           | 0,91 metro      |
| Comprimento da placa                                      | 7,19 metros     |
| Largura da placa                                          | 4,14 metros     |
| Espessura da placa                                        | 0,61 metro      |
| Altura do pedestal                                        | 27,13 metros    |
| Altura da fundação                                        | 19,81 metros    |
| Peso do cobre usado na estátua                            | 27,22 toneladas |
| Peso do aço usado na estátua                              | 113,4 toneladas |
| Peso total da estátua                                     | 204,1 toneladas |
| Espessura da chapa de cobre                               | 2,4 mm          |

## Réplicas

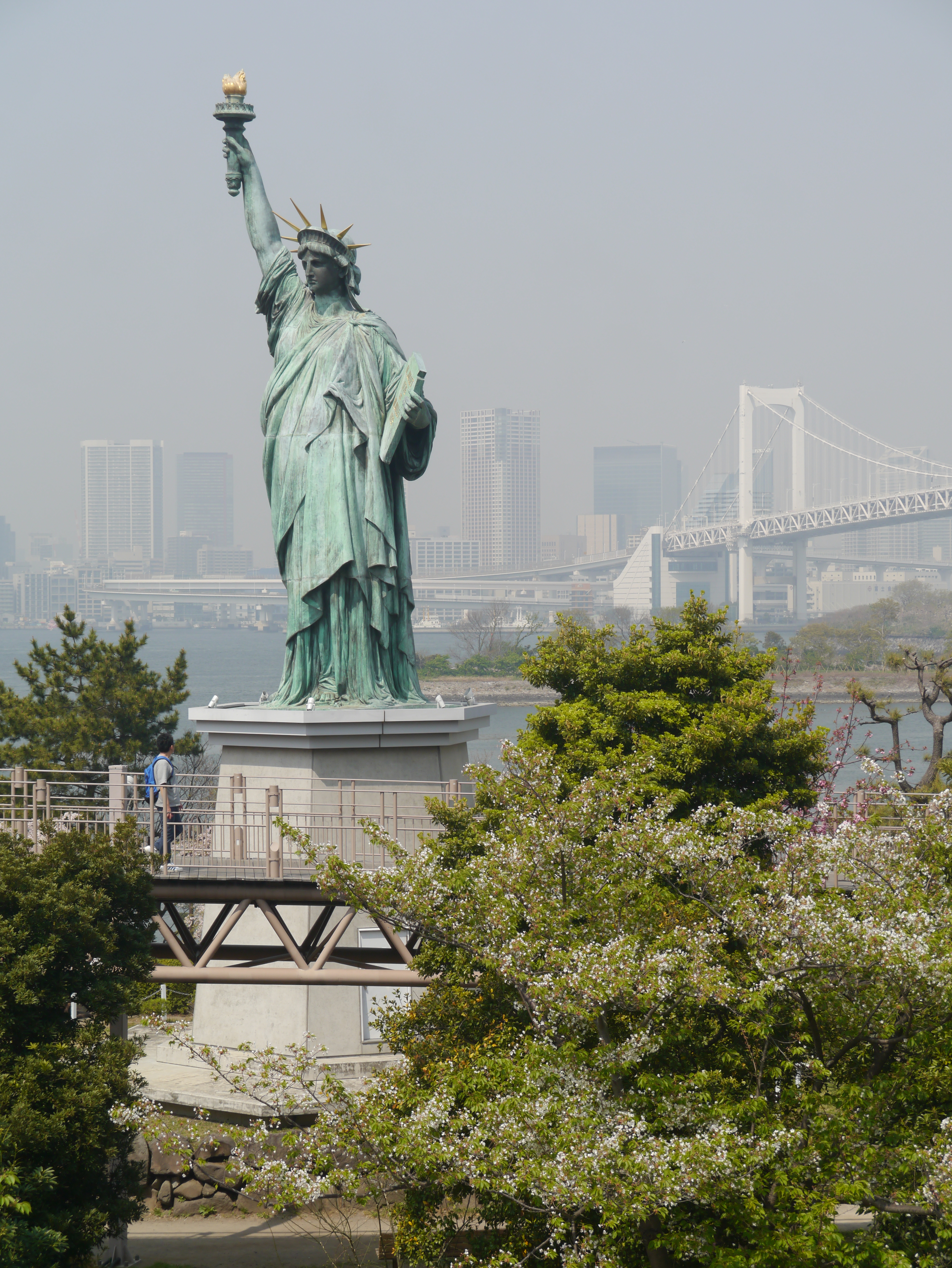
Réplica em Odaiba, na Baía de Tóquio, Japão, com a Ponte do Arco-Íris ao fundo

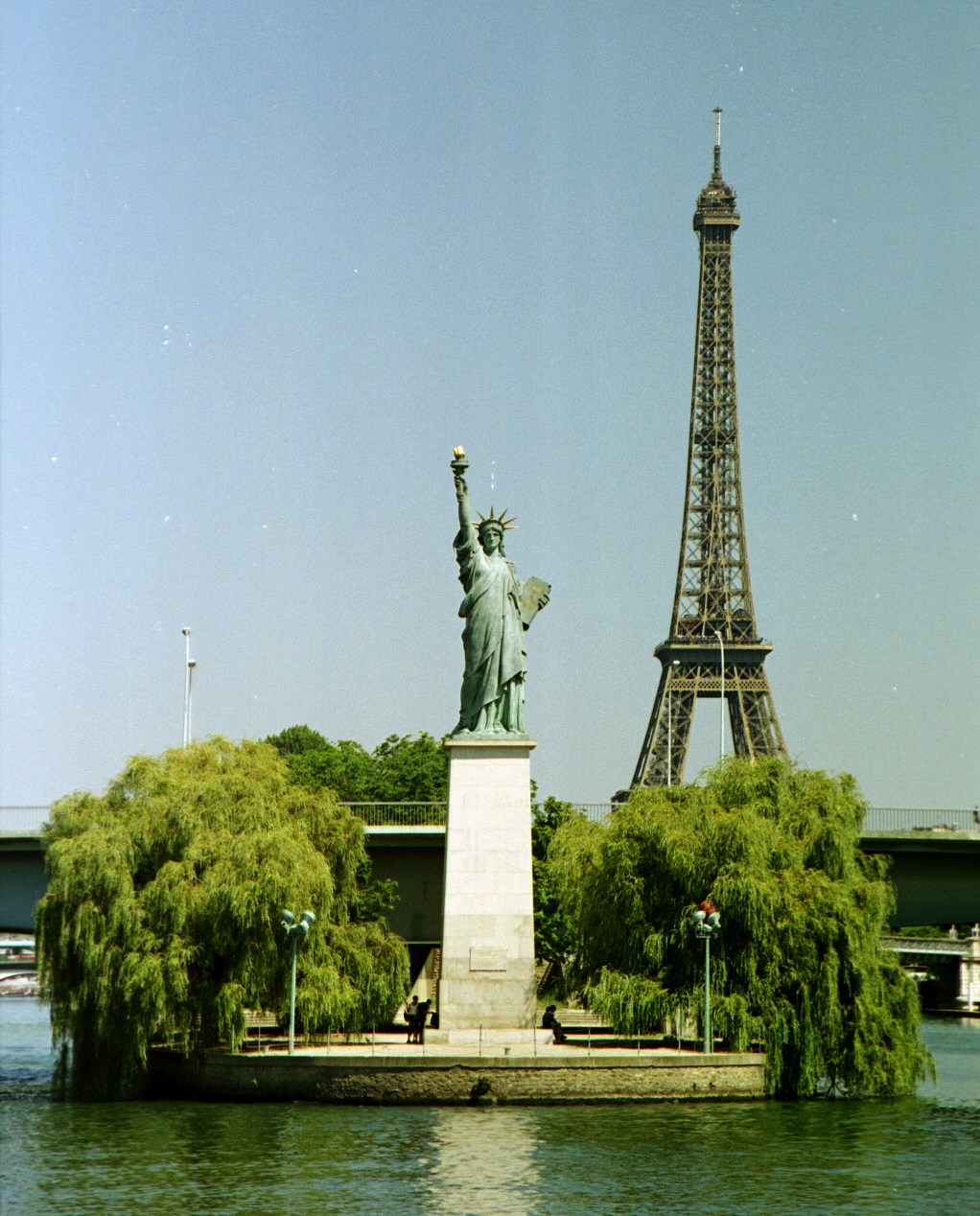
Réplica na Pont de Grenelle, Paris

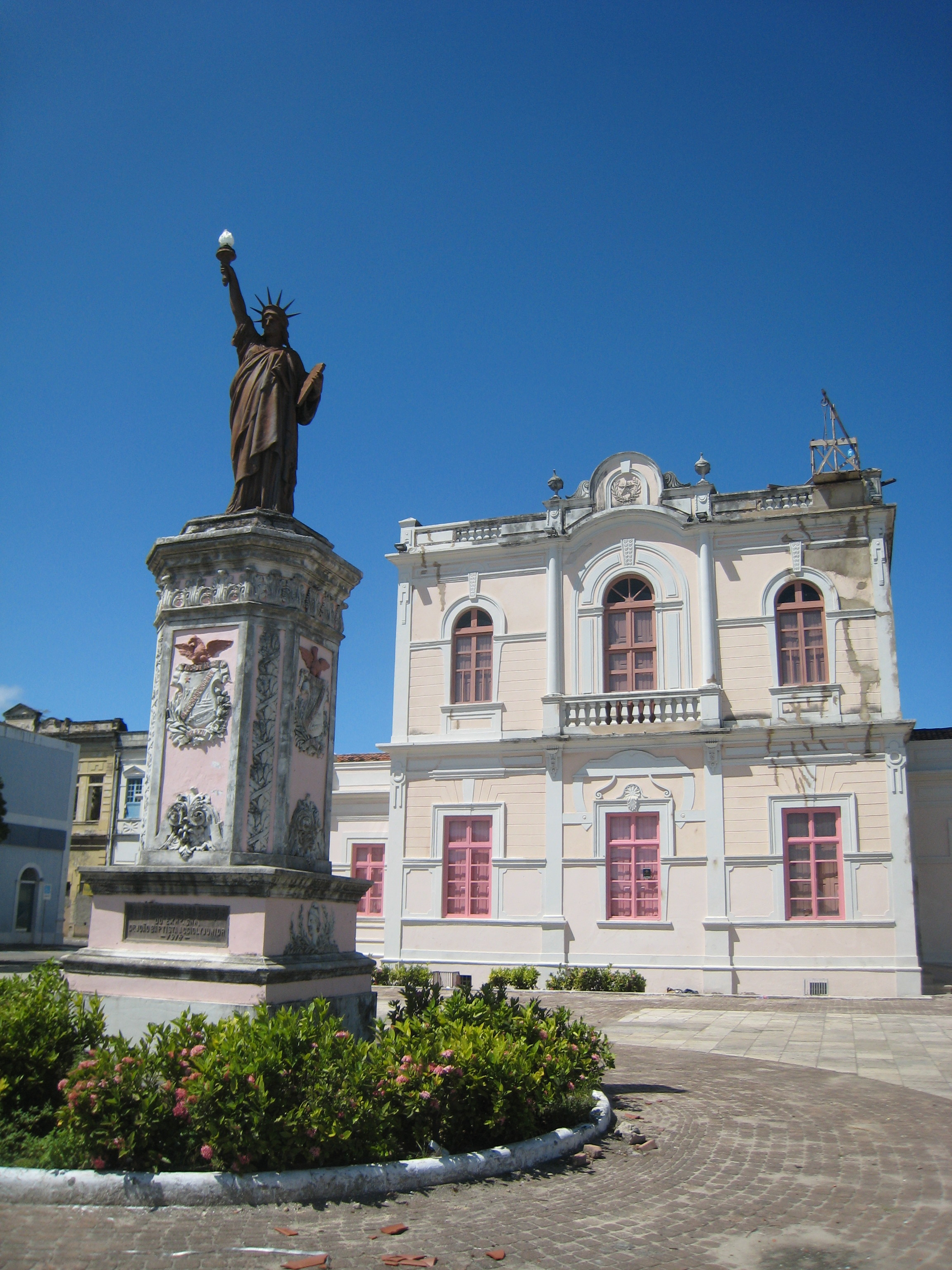
Réplica em Maceió, Alagoas, Brasil

Centenas de réplicas da Estátua da Liberdade estão expostas em todo o mundo. Uma versão menor da estátua, com um quarto da altura da original, foi doada pela comunidade americana de Paris para aquela cidade. Atualmente, está localizado na Île aux Cygnes, voltado para o oeste em direção à sua irmã maior. Uma réplica 30 feet (9,1 m) de altura ficava no topo do Liberty Warehouse na West 64th Street em Manhattan por muitos anos; agora reside no Museu do Brooklyn. Em uma homenagem patriótica, os Escoteiros da América, como parte de sua campanha Fortalecer o Braço da Liberdade em 1949-1952, doaram cerca de duzentas réplicas da estátua, feitas de cobre estampado e 2,5 metros de altura, para estados e municipalidades nos Estados Unidos. Embora não seja uma réplica verdadeira, a estátua conhecida como a Deusa da Democracia, erguida temporariamente durante os protestos da Praça da Paz Celestial em 1989, foi inspirada de forma semelhante nas tradições democráticas francesas — os escultores tiveram o cuidado de evitar uma imitação direta da Estátua da Liberdade. Entre outras recriações de estruturas da cidade de Nova York, uma réplica da estátua faz parte do exterior do New York-New York Hotel and Casino em Las Vegas.
Como um ícone americano, a Estátua da Liberdade foi retratada em moedas e selos do país. Apareceu em moedas comemorativas emitidas para marcar seu centenário em 1986 e na entrada de Nova York em 2001 na série de moedas de 25 centavos do estado. Uma imagem da estátua foi escolhida para as moedas de platina American Eagle em 1997 e foi colocada no reverso, ou lado da cauda, da série de moedas circulantes do Dólar Presidencial. Duas imagens da tocha da estátua aparecem na atual nota de dez dólares. A representação fotográfica pretendida da estátua num selo de 2010 revelou-se ser a da réplica no casino de Las Vegas.
Representações da estátua foram usadas por muitas instituições regionais. Entre 1986 e 2000, o estado de Nova York emitiu placas de veículos com o contorno da estátua. A Associação Nacional de Basquete Feminino de Nova York Liberty usa o nome da estátua e sua imagem em seu logotipo, no qual a chama da tocha funciona também como uma bola de basquete. O New York Rangers da National Hockey League retratou a cabeça da estátua em sua terceira camisa, a partir de 1997. A Final Four do basquete masculino da National Collegiate Athletic Association de 1996, disputada no Meadowlands Sports Complex de Nova Jersey, apresentou a estátua em seu logotipo. O Partido Libertário dos Estados Unidos usa a estátua em seu emblema.
A estátua é um assunto frequente na cultura popular. Na música, foi evocado para indicar apoio às políticas americanas, como na canção de 2002 de Toby Keith, "Courtesy of the Red, White and Blue (The Angry American)", e em oposição, aparecendo na capa do álbum Bedtime for Democracy dos Dead Kennedys, que protestou contra o governo Reagan. No cinema, a tocha é o cenário do clímax do filme Saboteur, de 1942, do diretor Alfred Hitchcock. A estátua faz uma de suas aparições cinematográficas mais famosas no filme Planeta dos Macacos de 1968, no qual é vista meio enterrada na areia. Ela é derrubada no filme de ficção científica Independence Day e em Cloverfield a cabeça é arrancada. No romance de viagem no tempo de Jack Finney, Time and Again, de 1970, o braço direito da estátua, em exibição no início da década de 1880 no Madison Square Park, desempenha um papel crucial. Robert Holdstock, editor consultor da The Encyclopedia of Science Fiction, questionou em 1979:
O que seria da ficção científica sem a Estátua da Liberdade? Durante décadas, ela se ergueu ou desmoronou sobre os terrenos baldios da Terra deserta - gigantes a arrancaram, alienígenas a acharam curiosa... o símbolo da Liberdade, do otimismo, tornou-se um símbolo da visão pessimista da ficção científica sobre o futuro.